# あぶない刑事の劇用車
あぶない刑事の劇用車（あぶないデカのげきようしゃ）とは、テレビドラマおよび映画『あぶない刑事』シリーズに登場した劇中の車輌の項目である。

## 概要

### テレビ1作目から『もっとも』まで
- 『あぶない刑事』ではテレビ1作目から『もっとも』まで全編に亘って登場したF31レパード、『もっと』『もっとも』で町田が使用している場面が多い当時デビューしたばかりのA31セフィーロ、映画1作目から登場し『もっとも』で当時現行車ながらフロントガラスを破壊されたR31スカイラインの3車種が際立って目立つが、「港署の覆面車」という観点ではセドリック・グロリアの登場数が多い。日産車輌提供時代でこれ以外に「港署の覆面車」として登場したのは、テレビ1作目・第26話で登場したC31ローレルセダン、同第34話で赤色灯をつけ港署前に停車していたS12シルビアクーペ、映画1作目で爆破されたMS100クラウンHTだけであった。
  - 犯人車やパトカーなどのエキストラ・スタント車では日産車以外（トヨタ、三菱、ホンダ、マツダなど）が使われることもあり、日産が番組・車両提供の場合には他社車輌が殆ど登場しない（西部警察・特捜最前線・大都会パート3など）パターンが多い中で珍しい。[要出典]
- 特にレパード（F31型）は本作で根強い人気を獲得、プラモデル・ミニチュアカーで製品化されたほか、実車ではF31型専門の中古ショップが存在している。
- 劇用車の修理・整備などは横浜市西区にある、旧横浜日産モーター株式会社本社・中央店（現・日産神奈川販売株式会社中央店）で行っていた。

### 『リターンズ』以降
- 『リターンズ』では車輌提供が三菱自動車に変わったことから主役車両も大幅に変わり、町田が乗ったRVRスーパースポーツギアターボが覆面車として、終盤にて深町課長が乗ったデリカスターワゴン4WDが警察（機動隊）車両として使用された。スタント車・エキストラ車は、劇用車レンタル会社の都合等でトヨタ車が多くなり、この作品で登場する日産車は白黒パトカーの極少数になった。また大下・鷹山の乗る覆面車はイタリア車（アルファロメオ・164スーパー24V）になった。
- 『フォーエヴァー』ではTVスペシャルとTHE movieとで一部の車両提供が異なった。
  - TV・映画共通の車両協力はコーンズ・イタリアで、大下・鷹山の覆面車はどちらもマセラティ・ギブリを使用した。ギブリはAT車とMT車を使い分けて撮影された。
  - TVスペシャルでは当時、放送枠である「金曜ロードショー」のスポンサーにマツダが名を連ねていたため、覆面車にはマツダ車が使用された。ここでは、スタント車に日産車が再び登場している。ちなみに車両協力には当時マツダの親会社であったフォードも名を連ねていた。
  - THE movieでは『リターンズ』と同じく三菱自動車であった。
- 『まだまだ』では前作同様、コーンズ・アンド・カンパニー・リミテッドが車両提供で、主役車にはマセラティ・クアトロポルテを使用した。また、ランドローバー・フリーランダー2も登場した。国産車の車両提供は無かったので、他の車両などは全て劇用車レンタル会社のものを使用し、パトカーもトヨタ・日産・三菱に加えてシリーズ初のスバル車が登場している。
  - 白黒パトカーは『フォーエヴァー』の車両から一新され、実際に現行で使用されているパトカーと同じ車種になり、赤色灯も現行のパトカーで使用されているエアロブーメラン型であった。
- 『さらば』では『もっとも』以来27年ぶりに日産が車両協力に復帰し、主役覆面車として日産・GT-R（ゴールドフレークレッドパール）、一般覆面車としてHV37スカイライン（HAGANEブルーメタリック）、R34型スカイラインセダン（スパークリングシルバーメタリック）、また一般車両としてZ34型フェアレディZ（ブリリアントホワイトパール・NISMO仕様）、NV200タクシー、更にTVシリーズや『またまた』でも登場したお馴染みのF31型レパード前期型（ゴールドメタリックツートン）も登場する[1]。
- 『帰ってきた』では再び劇用車会社の車両が使用されている。シリーズ初となるBMWがタカとユージの専用車として起用され、BMW3シリーズカブリオレに二人が乗るシーンがある。また、『さらば』同様にF31レパード（前期型アルティマのゴールドツートン）が登場する。一方で港署のパトカーはV36スカイラインとE24キャラバンの白パト以外はクラウン、マークXとトヨタ車がメインとなった。

### 補足
- 『あぶない刑事』はF31レパードのカーチェイスに代表されるカーアクションが名物だが、シリーズ全作を通して全損した「港署の覆面車」は、映画1作目で爆破されたMS100クラウンHT、『またまた』で横転した「港7号」こと430型セドリックセダン、『さらば』で横転したR34スカイラインの3台だけである（いずれも劇場版の登場車）。なお、劇中での描写はないが『リターンズ』のデリカはミサイル攻撃を受けた工場と共に吹っ飛んだ設定である。「港署（県警）の白パト」は『もっとも』の中盤、トランザムとのカーチェイスシーンで大量破壊されたほか、よく壊される。
- また撮影外での劇用車などロケ関係車輌、そして柴田恭兵の愛車と見られるベンツや、舘ひろし・秋山武史・御木裕らが当時所属していた石原プロモーションのロケバスや社用車などが映り込んでいるシーンがあった。
- エキストラ車や犯人車として車両が必要な場合には、スタッフなど関係者の愛車やニッポンレンタカーなどから車両を借り受けて使用されていた。
- A31セフィーロは、実際にも前期型が警察車両として大量採用された。

## あぶない刑事

### 港署の覆面車

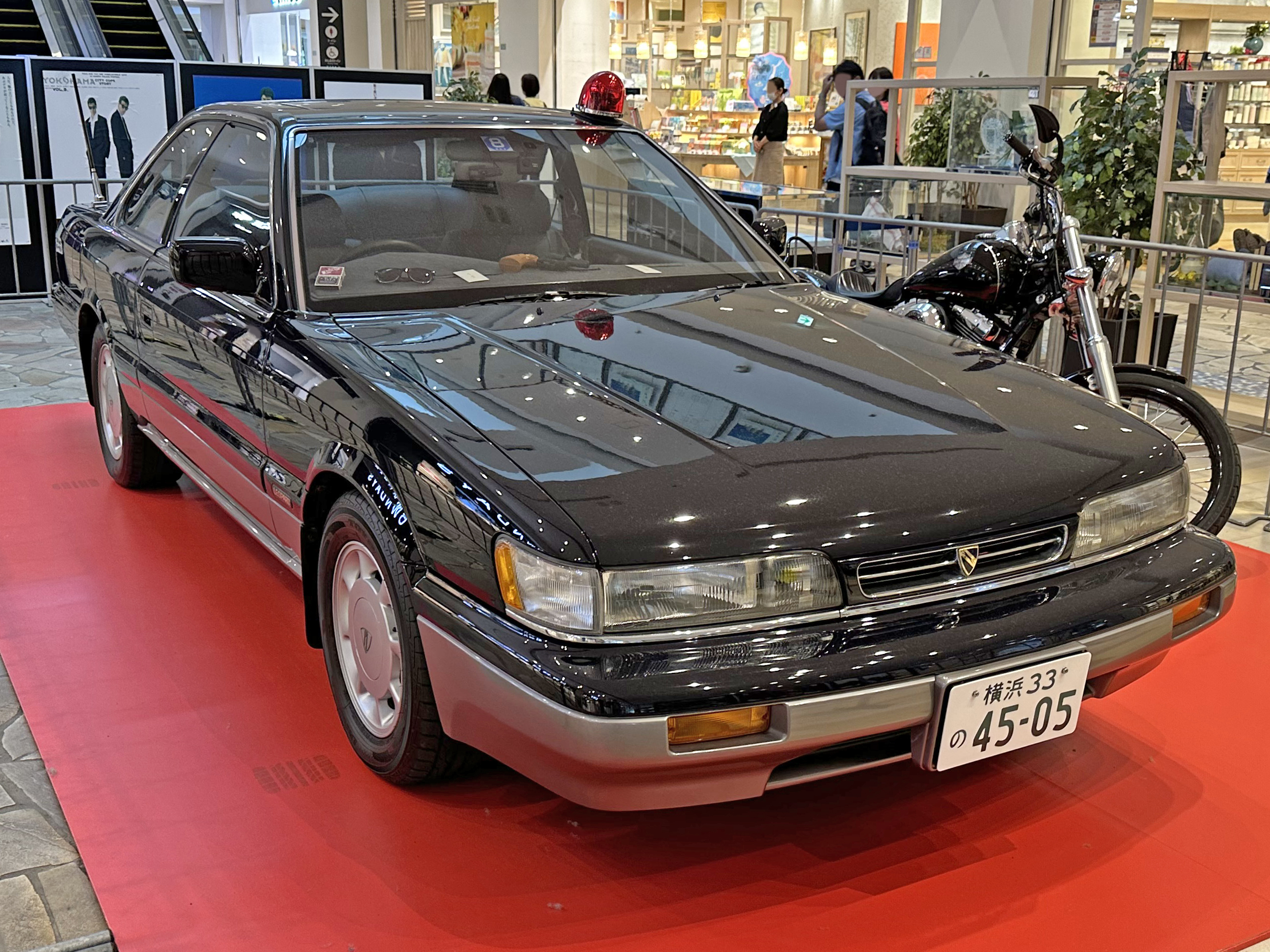
レパード（港302仕様）

- UF31レパード（VG30DE）前期型アルティマ（ゴールドツートン）-港5、港302、港303、港3ほか 「横浜33も54-17」[注 1]
  - 第1話 - 第12話、第14話 - 第46話、第48話 - 第51話（最終話）に登場し、主に大下・鷹山が使用。
  - 第4話「逆転」では大下が単独使用中にガス欠になり、ゴミ集積場に突っ込んだまま放置して市民から苦情が出た[注 2]他、直後に少女が高所から飛び降りた影響で屋根が凹む被害に遭う。
  - 第6話、第39話、第40話では田中、第7話では吉田が運転。
  - 第11話「奇襲」では運転こそしないものの、車内で被害者からの事情聴取を行うために鷹山が運転席に座る。
  - 第14話「死闘」では大下の不在以後、真山が運転。終盤で逃がし屋を単独尾行する。
  - これ以外にも真山は第21話「決着」で運転[注 3]。
  - 第15話「説得」では、鷹山・大下が追跡していた女性からマフラーにファーを詰められる悪戯をされて捜査を妨害された他、少年に一時乗り逃げされる。
  - 第23話「策略」では脱走犯に乗っ取られた幼稚園バスを追う場面で鈴江が運転。
  - 第27話「魔性」ではエメラルド運搬の護衛と終盤のソアラとのカーチェイスは大下、それ以外は町田が運転。
  - これ以外にも町田は第16話「誤算」、第17話「不信」、第39話「迷走」、第40話「温情」、第41話「仰天」、第42話「恐怖」、第45話「謹慎」[注 4]で運転。
  - 第32話「迷路」では中盤で犯人に奪われたがラストでは無事に発見される。
  - 第34話「変身」では吉井が運転。
  - これ以外にも吉井は第45話「謹慎」[注 4]で運転。
  - 第43話「脱線」では大下と同乗していたスリ犯の「トメ吉」こと山野が運転。大下が追った犯人2人を足止めした他、その後の銃撃で負傷した大下の手当をするため、自身の棲家である廃屋へ運ぶ。
  - 第48話「無謀」では爆弾を仕掛けられた車を追跡するために産業道路を逆走。
  - 第50話「狙撃」では近藤課長がリアシートに座る。
  - 自動車電話が装備され話題になった[注 5]。
  - 第1話「暴走」で既にトランクへTL（トランクリッド）アンテナが装着されているが、第2話「救出」・第4話「逆転」はTLアンテナ未装着である。第3話「挑発」では、装着した車両と未装着の車両の使用場面が混在している。第23話「策略」では、TLアンテナが無い。
  - スーパーソニックサスペンション装備によりドリフトとスキール音とバーンアウトに磨きがかかっている。
  - 毎回激しいカーアクションに用いられているためか、軽微な破損が見られる回もあった[注 6]。
  - パトライトは、当初小糸製作所製のものを使用していたが、すぐにパトライト社製[注 7]のものに変更された（後の港302も同様）。
  - 本作での活躍によって、それまで「ソアラ」の陰に隠れていた印象の「レパード」は一躍有名になり、販売台数と中古車市場の流通台数の関係などもあり、市場価格も上昇しソアラと逆転した時期もあった。現在でも前期「ゴールド・シルバー」のツートンカラーの中古モデルは根強い人気があり、ナンバー「54-17」[注 8]を希望する者も多い。また前期モデルでは「ゴールド・シルバー」以外の塗装の車両も、人気があるが故に他色よりも高値であった前述のツートンカラーに全塗装されて市場に並んでいたこともあった。
  - 『さらば』では青島文化教材社（アオシマ）から発売された本車両のプラモデルが大下のデスクの上に飾られており、劇中で大下が手に取る姿が映し出されている（他に港302号（F31レパード後期）のプラモデルと、同じくアオシマ製の港303（R31スカイライン）・306（A31セフィーロ）・3号（F31レパード前期〈ダークブルーツートン〉）のミニカーも飾られていた）。
- 同時期に大下役の柴田がポッカコーヒーのCMに出演していた事もあり大下が運転席でポッカコーヒーを飲むシーンもある。
- Y30セドリック（VG20ET）4ドアHT前期型V20ターボSGL（黒）-港304、305 「横浜58つ90-86」（通常）、第3話のみ「横浜58な49-51」
  - 第1話「暴走」 - 第3話「挑発」、第5話「襲撃」 - 第15話「説得」、第17話「不信」 - 第30話「黙認」、第32話「迷路」、第33話「生還」、第37話「暴発」 - 第46話「脱出」などで登場。
  - 田中・吉井・町田を始めとする捜査課のメンバーが使用。
  - 第21話、第32話、第42話で鷹山・大下が使用。
  - 第32話では鷹山・大下が犯人を追跡するシーンで使用したが、途中から430セドリック（L20E）セダン後期型200E SGLにすり替わった。
  - このセドリックは、『西部警察』『私鉄沿線97分署』『特捜最前線』など他の刑事ドラマでも劇用車として使用されていた日産自動車の広報車の1台（品川59つ37-15）である。『西部警察 PART-III』に登場したのが最初であり、当時同番組のスポンサーであったエンケイのアルミホイールが社外品ながら装着されているのが特徴で、西部警察シリーズ終了後もそのまま他の番組に使用されていた。
- Y30グロリア（VG20E）セダン後期型V20SGL（ダークブルー）-港304、303
  - 第4話「逆転」、第9話「迎撃」、第16話「誤算」、第37話「暴発」、第48話「無謀」、第51話「悪夢」などで登場。
  - 第4話は「横浜58な49-51」、第9話と第16話は「横浜52た38-17」、第37話と第48話は「横浜54み82-44」。吉井・田中が使用時は「横浜54つ37-10」
  - 主に田中・吉井や少年課などが使用。
  - 初登場の第4話では、使用不能になったレパードの代わりとして大下が使用するも、レパードと同様に少女が高所から飛び降りて屋根が凹み、挙句に現場へ急行中ガス欠になり放置されるなど、散々な扱いをされた。
  - 第9話では松村課長が使用。
- Y30グロリア（VG20E）セダン前期型V20SGL（ダークブルー）「横浜52た38-17」
  - 第9話で松村課長が使用。真山と共にトルエン密売人のアジトへ向かうが、犯人グループの襲撃に遭い、拉致された真山を残して少年と逃走。その途中に犯人からの狙撃でTLアンテナとパトライトを破壊されている。劇中にて、前期型と後期型の場面が混在している[注 9]。
- Y30セドリック（VG20E）セダン後期型V20エクセレンス（ダークブルー）
  - 第39話「迷走」、第40話「温情」 「横浜52み87-65」。
  - 第39話では、廃墟のアジトから逃亡した強盗犯を追う際に発車していた時点では田中・吉田・谷村・鈴江が乗り込んでいたのに茂みの荒地から飛び出し犯人を挟み撃ちにした時、乗車していたのは吉井・鷹山に変わっていた（2人は発車時Y30セドリックHTに乗車していた）。4人は逆にY30セドリックHTに乗っていた。
  - 第40話では、田中運転の埠頭でのクラウンとのカーチェイスシーンで右後輪のホイールカバーが外れていくのが確認されるが最後に挟み撃ちにした際には元通りになっていた。
  - 第4話から登場しているグロリアセダンと同一固体に間違えやすいが、こちらはセドリックセダン。当時の最新モデルだが、スタントにも用いられ雑に扱われている印象が強い。
- 430グロリア4ドアHT前期型200Eターボブロアム（シルバーメタリック）
  - 第32話「迷路」、第34話「変身」、第46話「脱出」などで登場。
  - 第32話と第34話は「横浜52の53-80」、第46話は「横浜52は90-95」。
  - 第32話では逃走したバイクの発見現場へ向ったシーンで鷹山と吉田が使用。
  - 第34話ではヤッパの政に変装した大下を尾行するシーンで鷹山と吉井が使用。
  - 第46話では鷹山を救出に向うシーンで使用。
  - 初登場は第20話「奪還」で、この回の冒頭、大下・鷹山が偶然逮捕した誘拐犯が乗っていた北九州ナンバーの車だった。
  - 第28話「決断」では港署へ篭城した犯人の岩城（中西良太）が、婦警を誘拐し監禁する車として登場。
- 430セドリック4ドアセダン前期型200E GL（黒）
  - 第1話「暴走」、第6話「魅惑」、第8話「偽装」などで登場。
  - 第1話「横浜58な49-51」、第8話は「横浜52た38-17」、第6話は「横浜58る81-46」
  - 第1話では港署前から現場へ急行する場面で登場。
  - 第6話では港署前で武田と町田が覆面車を整備している場面で登場。
  - 第8話では現場の銀行へ到着する場面で登場。
- 430セドリック4ドアセダン後期型200E SGL（黒）
  - 第36話「疑惑」、第49話「乱調」などで登場。「横浜58り69-37」
  - 第36話では警ら課の新田を尾行するシーンで鷹山と武田が使用。
  - 第49話では奪われた現金輸送車と逃走車が発見された現場で使用。
- 331セドリック4ドアセダン後期型200SGL（黒）
  - 第2話「救出」で登場。
  - 埠頭シーンに赤色灯をつけて停車している。
- 330セドリック4ドアセダン前期型200GL（黒）
  - 第22話「動揺」で登場。
  - 襲撃現場のシーンに赤色灯をつけて停車している。
  - また、この車両はこれ以外にエキストラ車として4度登場している。1度目は第7話「標的」で山下署管内のレッカー移動される違反車、2度目は第20話「奪還」で銀星会の組員が乗車する場面、3度目は第25話「受難」で飲みに出かけた大下と町田の前を通過する一般車、4度目は第32話「迷路」で同じく一般車として登場し、逃走中の犯人のバイクが左前フェンダーに激突する。
- C31ローレル4ドアセダン前期型1800GL（黒）「横浜54や28-76」
  - 第26話「予感」で登場。
  - 銀星会のベンツを尾行する際に町田と鷹山が使用。造成地で崖をすべったり樹木を飛び越えたりと無茶な運転をしている。その後、日の出埠頭の倉庫まで到達しているが、実際は前述の樹木を飛び越えるシーンで前部を大破している。黒の再塗装車。「スタント用の覆面車」であり、パトランプやサイレンは一度も使用せず。
- S12シルビア2ドアクーペ後期型（白）「横浜53ふ87-48」
  - 第34話「変身」で登場。
  - 当時の現行モデルで港署駐車場にルーフ中央に赤色灯をつけ停車している。その前話（第33話・長崎ロケ回）でも同型車が登場している（後述）。

トヨタ
- X30系マークIIセダン2000グランデ（紺）「横浜52ひ27-82」
  - 第34話「変身」で登場。
  - 港署駐車場にシルビア2ドアクーペの後方にルーフ左側に赤色灯をつけ停車している。

ホンダ
- BA1プレリュード（白）
  - 第24話 ｢感傷｣で登場。
  - 当時の現行モデルで港署駐車場に赤色灯をつけ停車している。

#### 県警の覆面車
- Y30グロリア（VG20E）4ドアHT前期型V20GL（黒）
  - 第8話「偽装」と第22話「動揺」で登場。
  - 第8話は、県警の柴野刑事が空港リムジンバスに乗車して逃亡しようとする犯人を逮捕するため、バスの前に出て停車させる場面で使用。ヘッドレストがビニール製、シート生地の違い、ホイールカバーの違いからSGLではなくGLと推察される。第22話では柴野刑事が張り込みの場面で使用。
  - これも通常使用されているセドリックHTと同一固体に間違えられやすいが、こちらはグロリアHT。

### 二輪車
スズキ
- GSX250E「1横浜そ50-26」
  - 第1話「暴走」に登場。犯人の浪人生・今村が乗っていた。鷹山・大下に追い詰められ逃走を図るが、大下が後ろから飛び乗りバイクごと転倒、そのまま乗り捨てて逃走する。その後は鷹山が使用した。
- GSX750E 「横浜る87-11」（第11話のみ不明）
  - 第6話「誘惑」、第11話「奇襲」、第16話「誤算」に登場。
  - フロントウインカーがフロントフォークからヘッドライトの横のカバー部分に移設され[注 10]、リアシートやシートカウルがGS750E用に交換される等のカスタマイズが施されている。第6話のみフロントフェンダーがブラックで、以後はメッキの部品が装着されている。映画1作目にも登場。
- GSX750S「横浜る86-01」
  - 第8話「偽装」に登場。この回では鷹山がシリーズ全作で唯一ヘルメットを着用している他、初めて大下を後ろに乗せて走行している[注 11]。
- RH250「1浜松（ひらがな不明）86-10」
  - 第27話「魔性」に登場。
- GSX-R750（ブラック・レッドツートン）
  - 第29話「追撃」、第37話「暴発」、第38話「独断」、第43話「脱線」、第51話「悪夢」に登場。第38話では、鷹山と大下が2人乗りで使用。
  - 「横浜を45-54」（第29話）、「横浜を65-84」（第38話）、「横浜め・101」（他）
- TS50
  - 第32話「迷路」に登場。
- GS750G
  - 第48話「無謀」に登場。

 ホンダ 
- XL250R
  - 第32話「迷路」に登場。「1横浜そ50-26」（第1話のGSX250Eと同じ）

### 港署のパトカー
- 430グロリアセダン前期型200E SGL
  - 国際放映所有車。内装色がブラウンで、小糸製作所製散光式警光灯を装備。『太陽にほえろ!』、『私鉄沿線97分署』、『大都会25時』などでも使用。
- 430セドリックセダン前期型200カスタムデラックス
  - 小糸製作所製散光式警光灯を装備。
- 430セドリックセダン後期型200E GL
  - 小糸製作所製散光式警光灯を装備。後に『はぐれ刑事純情派』第1シリーズでも使用。
- SX60マークIIセダン後期型1800GL 5MT「横浜88ち37-19」
  - セントラル・アーツ所有車。第38話の検問のシーンで初登場し、以降『もっとも』までよく使用される。パワー不足故にサイドターンの失敗が見られる。エアロソニック型警光灯を装備。北野武監督作品『その男、凶暴につき』でも使用。
- 30系マークIIセダン「横浜88ま95-47」
  - 最終話「悪夢」で登場。単灯式パトライト装着。マシンガンの銃撃を受けて横転。

### その他パトカー
- フロンテ
  - 第7話「標的」で、山下署交通課のミニパトとして登場。

### 破壊された車両
ここでは車種はバラバラだが、同じ劇用プレート「横浜59せ88-04」（記号は▲）が該当（破壊されていない車の中にも該当車あり）。劇用プレートを使いまわすという手法は劇場版や『もっと』などでも行なわれている。
日産
- C230型ローレルセダン前期型GL6（ダークブルー）▲
  - 第19話「潜入」で登場した前期型。色やナンバーは第6話「誘惑」第18話「興奮」の後期型と同じ。自動車電話のアンテナが装着されている。大下の銃撃でフロントガラスが割れてドラム缶の山に突っ込む。エンジン音が直列6気筒のものであることからGL6と推察される。
- C231型ローレルセダン後期型1800GL（ブラウン）▲
  - 第6話「誘惑」で元暴力団員金森の逃走車。逃走中に鷹山の銃撃でリアガラスが割れるが、後半逃亡中にもかかわらず修復されている（後者の収録を先に行った）。リアガラスには「53年排ガス規制適合車」のステッカーがある。
  - 第18話「興奮」で、鷹山に「とっちゃん坊や」と呼ばれ逆上した犯人・野沢の愛車として登場。誘拐した少女を殺すため、サイドブレーキが時限装置で解除される仕掛けをされ坂道で自動発進してしまうが、鷹山が銃撃で右後部座席ドアを吹っ飛ばし、飛び乗って人質を間一髪で助ける。
- C231型ローレルセダン後期型1800GL（白）「横浜52た38-17」
  - 第39話「迷走」で宝石強盗犯が乗り付けた車。その後人質にされた大下が運転した。危険を知らせるため、わざと道路工事現場に突っ込んでいる。
  - 第43話「脱線」では大下とスリ犯・トメ吉が急行したマンションの前に停車している場面のみ登場。
  - 第45話「謹慎」では現金輸送車襲撃犯の車両として登場し、現金の在処を握る女性・栗田慶子を尾行。
  - 第50話「狙撃」では鷹山を狙った殺し屋の車として登場し、工事現場のフェンスに突っ込む。
- C130型ローレルセダン（紺）▲
  - 最終話「悪夢」に登場、改造ライフル所持の男が逃走しようと乗ったところで鷹山操縦のパワーショベルで鷲掴みにされて破壊。ハードトップ用のグリルに変更されている。
- 810型ブルーバードセダン後期型1800SSS（ダークレッド）「横浜53の54-76」
  - 第2話「救出」の銀行強盗犯が使用した車輌。逃走中に鷹山の銃撃でリアガラスが割れ、台からジャンプして落下。エンブレムがDATSUNに変更され、社外アルミホイールを装着している。
- N10型パルサー3ドアハッチバック後期型（白）「横浜52た86-21」
  - 第31話「不覚」にて町田から拳銃を奪った犯人・西山の発砲によりフロントガラスが割れた駐車車両。

トヨタ
- スプリンターセダン（白）「品川57ふ68-72」
  - 第1話「暴走」の喫茶店・サウナ駐車場爆破事件で駐車中のエキストラ車として登場。
  - 第3話「挑発」に再び通行車両として登場し、サバンナRX-7と激突。この作品では珍しく品川ナンバーだった。フロントグリルにJAFの会員バッジ装着。
- S100クラウンセダン（紺）「横浜58る81-46」
  - 第2話「救出」で登場。犯人が乗っていた車で、暴走を鷹山が拳銃でフロントガラスを割り止めさせた。
- S100クラウンセダン後期型（白）「横浜58や10-31」
  - 第17話「不信」で登場。犯人が乗っていた車で、真山の銃撃がフロントガラスに命中し、米軍基地跡の樹木に激突。
- X30系マークIIセダン2000グランデ（紺）
  - 第4話「逆転」で登場。ヤクザ風の3人組が乗っていた。3人組は横領犯人を殺して1億円を横取りし、トランクに隠した。目撃者の少女を轢き殺そうとしたが木箱にぶつけて左のライトを破損。「横浜58る41-86」
  - 第6話「誘惑」で一般車としてプレート違いで再登場。追跡中の鷹山のバイクが正面に衝突。「横浜57な20-25」
  - 第19話「潜入」でも一般車として登場。飛び出してきた大下と町田に踏み越えられる。
  - 第37話「暴発」では破壊はされていないが、誘拐犯が取引現場の立体駐車場から基地跡の廃墟まで走った際に使用。この車両はダークグリーンのGSLが使用されている。「横浜52ひ27-82」
  - 第37話の車両はこれ以前に第3話でもエキストラ車として登場（ナンバーは同じ）。第19話の車両は、リアワイパーがないところから、第4話・6話登場車両とは別車両。
- 40系マークIIワゴンL（シルバー）「横浜88な76-30」
  - 第14話「死闘」で襲撃される横浜中央警備保障現金輸送車3号車。マシンガンで蜂の巣に。
- 130系コロナセダン（ベージュ）「横浜55わ・441」
  - 第30話「黙認」でニッポンレンタカーのレンタカーとして登場。クライマックスで双子の姉妹が海に飛び込む。

ホンダ
- アコードセダン前期型1800EX-LオートマチックCVCC（赤紫）▲
  - 第20話「奪還」で登場。覚醒剤を奪った二人組が乗っていた車で、鷹山を助けるために大下が取引現場に乗りつける際に廃墟の扉を突破する。この回以外にも赤の後期型が第29話「追撃」で登場している。

マツダ
- ルーチェセダン（シルバー）
  - 第1話「暴走」で登場。風俗店店長の愛車。サウナの駐車場で爆破。
- サバンナRX-7（黒）
  - 第3話「挑発」で通行車両としてスプリンターセダンと衝突。
- ボンゴバン（白）「横浜44ま41-55」
  - 第36話「疑惑」の大和警備保障現金輸送車。襲撃され、銃撃によりフロントガラス破損。

いすゞ
- 117クーペ後期型2000XE（黒）
  - 第21話「決着」▲…マリアが運転。
  - 第48話「無謀」「横浜53ぬ56-30」日の出埠頭で爆破・炎上させられた。

ダイハツ
- マックスクオーレ（茶）「横浜40 Y45-78」
  - 第20話「奪還」で登場。横須賀の軍人・ジョニーの愛車。車両全体の劣化が激しく、側面に英語の落書きが見られるほか、ヘッドライトに至っては左右とも放射状にガムテープが貼られていた。犯人を追う大下を乗せて廃船置場に到着した後、大型クレーンの吊り上げ機に潰される。

三菱
- ギャランΛ2000（白）▲
  - 第26話「予感」で賞金首にかかった大下を狙った銀星会準構成員が乗っていた車。大下の狙撃でリアガラスとフロントガラスが割れ、そのままゴミ集積場に突っ込む。

### その他
日産
- F22系アトラス幌付（白）「横浜44ゆ86-41」
  - 第3話「挑発」で登場した酒店のトラック。改造拳銃所持の犯人・脇坂が逃走のため荷台に乗り、到着先のサーカス小屋に逃げ込む。
- ダットサンバネット（白）
  - 第8話「偽装」では現金輸送車として登場。鷹山・大下の捜査に協力したチンピラの坂本が2人の指示で警備会社から強奪。「横浜88や28-76」
  - 第11話「奇襲」では盗難されたゴリラ宅配便の配送車として登場。ただしナンバー（横浜44わ81-66）からしてレンタカーを使用。
  - 第41話「仰天」では、港署の空調設備の工事に向かうはずだった港洋電気工事の車両としてリヤビューのみ登場（横浜44た55-57）。山下町で犯人に襲撃され、目撃者からの通報で吉井と鷹山が駆けつけると、車内で本物の職員2人が気絶していたのが見つかる（この時には既に犯人が職員になりすまして港署に潜入していた）。
- U11ブルーバードバン「横浜44る81-46」
  - 第8話で登場。前述の坂本が現金輸送車強奪後、受け渡し場所へ向かう際に使用。坂本が運転、大下が荷室に乗った（鷹山はバイクで追跡）。
- 430グロリアワゴン（白・ウッディサイドパネルあり）▲
  - 第9話「迎撃」にて、被害者の子供を連れて逃げる松村課長を追うため、犯人グループが使用していた車両。
- U11ブルーバードセダン後期型（紺）「横浜58や10-31」
  - 第15話「説得」で、主犯の早見が真山を乗せて本牧の廃墟へ向かう際に登場。早見の愛車。
- Z31フェアレディZ前期型200ZG（赤）「横浜52り12-09」
  - 第36話「疑惑」で現金輸送車を襲撃した犯人が使用（ただしナンバーは映らず）。これ以後、本作ではエキストラ車として第38話「独断」、第45話「謹慎」、第48話「無謀」、第49話「乱調」、第50話「狙撃」に登場。本作終了直後に放送された『あきれた刑事』や『仮面ライダーBLACK』でもエキストラ車として横浜ナンバーのままで登場していた[注 12]。カースタントTA・KA所有車[注 13]。
- Y30セドリック営業車スタンダード（いずれもタクシー）
  - 第3話「挑発」での車両は、鷹山・大下に追い詰められた改造拳銃の密売人・広瀬が逃走のために乗ったタクシーで、改造拳銃の調達先である弁当屋へ向かう。平和交通「横浜（詳細不明）308」
  - 第25話「受難」の車両は、喫茶店にてソープ嬢の吉沢京子と接触した鷹山が、港署へ連行するため店の前で拾ったタクシー。先に吉沢を乗せて鷹山自ら乗り込む間際、吉沢の共犯相手である岩本明に襲われ、2人を取り逃してしまう。ラジオタクシー「横浜55え18-15」
  - 第32話「迷路」では、犯人にレパードを強奪された大下と吉井のもとに鷹山が向かうために乗車。同じくラジオタクシー「横浜55え13-84」
  - 第40話「温情」では、ヨーコこと田代千香子が病院から桜木町駅へ向かう際に乗車（大下がレパードで尾行）。京王タクシー「横浜55え12-20」
- 430セドリックセダン前期型（個人タクシー）
  - 本作で3度登場した同じデザインの個人タクシー。最初の登場である第17話「不信」では、真山が殺人事件の目撃者である少年を連れて横浜駅へ向かうために乗車するが、ドライバーに成りすました犯人グループの1人の策略で本牧基地跡に連れ去られる。危険を知らせるため、自身の警察手帳を路上に落としたほか、到着後にドライバーを狙撃。「横浜55あ26-51」
  - 第38話「独断」では、鷹山・大下と指名手配中の元ボクサー・長谷川の3人が乗車。途中、検問に気づいた大下が、回避のためドライバーに左折を要求するも拒否され、無理矢理ハンドルを切ったためにドライバーが激怒、乗車拒否で3人とも降ろされてしまう。「横浜55ま41-55」
  - 第40話「温情」では、終盤に機関員の田代慎介が乗車、山下埠頭へ乗りつける。ナンバーは映らないため不明。

トヨタ
- MS110クラウン4ドアHT前期型（白）「横浜33つ54-15」
  - 第4話「逆転」で登場。鷹山・大下が聞き込みに訪れたバー「クローバー」の前に停車していた。
- MS120クラウンHT前期型2800ロイヤルサルーンG（パールツートン）
  - 第21話「決着」で登場。銀星会幹部・倉橋の子分の車でマリアを連れ去ろうとした。「横浜33な94-51」
  - 第37話「暴発」は会社社長の車として、また第46話「脱出」では銀星会幹部の車として登場している。共に「横浜33つ・361」
- S120クラウンセダンスタンダード前期型（平和交通タクシー）「横浜55え・255」
  - 第24話「感傷」で、元中学教諭の北村陽子が職場から自宅マンションへ帰る際に乗車していたタクシー。
- MS120クラウンHTロイヤルサルーン（ダークブルー）「横浜33の77-47」
  - 第50話「狙撃」で銀星会の車両として登場。終盤にて、会長の長尾が乗るベンツと同時に出発。
- S120クラウンセダン（ダークブルー）「横浜52の53-80」
  - 第26話「予感」で登場。賞金首のかかった大下を銃撃したチンピラの車。
- S100クラウンHT2000スーパーサルーン（ブラウン）「横浜53に27-08」
  - 第40話「温情」で登場。ヘロイン取引のチンピラ2人が乗車。取引相手の田代慎介の妹・ヨーコこと千香子をつけ狙う。千香子が誘拐された場面では、救出のために大下が屋根に飛び乗ったほか、終盤では山下埠頭で田中・鷹山が乗るY30セドリックとカーチェイスを展開（途中、木箱に衝突する場面あり）。
- MS117クラウンバン（シルバー）「横浜45た62-64」
  - 第42話「恐怖」で殺人犯の豹藤が奪って造成地まで走った車。ルーフキャリア装着。ドアには今では珍しくなった「自家用」の文字が書かれていた。のちに『あきれた刑事』第13話でも犯人車として登場しているが、こちらでは奇しくも本作におけるレパード（港303）のナンバーが使われていた（品川44た54-17）。
- MZ12ソアラ後期型3000GTリミテッド（ホワイトパールツートン）「横浜33ふ43-69」
  - 第27話「魔性」で、犯人の大牟田（勝俣州和）がサチ（森恵）を誘拐して逃走する際に使用。終盤で鷹山・大下・町田の3人が乗るレパードと激しいカーチェイスを繰り広げる。
  - TLアンテナ装備。左側テールランプの左端電球が切れている[注 14]。最後には埠頭で飛び込み自殺を図ろうとするも鷹山・大下・町田の銃撃により両方の後輪がパンクし走行不能に。パンクする場面では純正アルミホイールから銀色のスチールホイールにすり替わる。
- GX61マークIIHT後期型2000グランデ（白）
  - 第21話「決着」で登場。マリアが倉橋を再度襲った際に使用。「横浜52た38-17」。
  - 最終話「悪夢」では冒頭、拳銃強盗犯がデパートの女性店員を人質にして逃走した際に使用。こちらは「横浜52ほ92-38」。
- YX70マークIIセダン前期型1800GL（白）「横浜56わ・714」
  - 第34話「変身」で光栄海運の社長の関川らが乗車していた車。ニッポンレンタカーの車両をそのまま使用。
- 40系マークIIワゴンL（ブラウン）「横浜57や95-79」
  - 第35話「錯覚」で宝石強盗団の一味が乗車。
- マークIIワゴン（白）
  - 第36話「疑惑」で鑑識の車として登場、銃撃で死亡した警備員の遺体を搬送。
- セリカカムリ（銀）
  - 第47話「報復」、最終話「悪夢」に登場。この他にも数話登場している。
- T150系カリーナセダン後期型（グレー）「横浜56わ23-85」
  - 第51話「悪夢」で、港署襲撃の犯人が派出所で警ら課の竹田・井沢をマシンガンで襲った際に乗っていたレンタカー。ただし、後半にマークIIパトカーを横転させた際にはシルバーのセリカカムリにすり替わっている。
- TA49カリーナバン
  - 第44話は▲、第45話は不明、第49話は「横浜88ま41-55」
  - 第44話「苦杯」の車両は、白と水色のツートンカラー。チンピラの松本が運転、検問を突破して高島貨物駅まで走った。純正フェンダーミラーではなく社外品のドアミラーが装着されている。
  - 第45話「謹慎」と第49話「乱調」の車両は、白と茶色のツートンカラーでどちらも現金輸送車として登場（後部の窓ガラスは遮蔽）。第45話では、港署と東署の管轄境界線上にて車両が襲撃に遭い、東署との合同捜査の遠因となる。第49話では、冒頭にて鷹山らが立ち寄った銀行に来た朝日警備保障の車両で、到着直後に警備員が襲撃されたのち、若い男女2人に乗り逃げされてしまう。
- T150系コロナセダン1800セレクトサルーン（ワインレッド）「横浜54た13-69」
  - 第48話「無謀」に登場。爆弾犯・真木が横恋慕した女性の愛車でエンジン部分に時限爆弾を仕掛けられた。
- E80カローラセダン後期型（白）
  - 第16話は▲、第20話は不明、第29話と第49話は「横浜52る84-96」
  - 4度にわたって登場。初登場の第16話「誤算」では、鷹山にマークされたハスラーの飯岡が逃走のために強奪して使用した盗難車で、鷹山が連れ込まれた女の住むマンションへ逃げ込む。第20話「奪還」では銀星会の車、第29話「追撃」では殺害された元不良の車として登場。第49話「乱調」では、第16話と同じく盗難車として登場しており、現金輸送車襲撃犯が使用。
- ハイエース（シルバー）
  - 鑑識の車として度々現場に登場している。
- ダイナトラック250高床幌付（白）
  - 第42話、第48話でエキストラ車として登場。いずれも逆走車[注 15]にパッシングしている。第49話ではかもめ組事務所の前に駐車していた。
- トヨエーストラック150ジャストロー幌付（青）「横浜44や42-08」
  - 第49話で登場。手配中の現金輸送車襲撃犯2人が中華街近郊で奪った路上駐車中のトラック。近くで捜査に当たっていた真山が荷台に乗りこみ、そのまま仙台まで走った。

いすゞ
- 117クーペ中期型2000XG（赤）「横浜52さ69-59」
  - 第44話「苦杯」と最終話「悪夢」で登場。44話では冒頭にて港署の駐車場に停車、中盤では検問される車両として使用される。最終話では、港署を襲撃した犯人が逃走する際に使用し、鷹山の銃撃でリヤウィンドウとフロントウィンドウを割られる。バイクで追跡する鷹山とのチェイスも見物。
- NPRエルフ250パネルバン（白）「横浜11た14-19」
  - 第27話「魔性」で登場。エメラルド強奪を図った犯人が乗ってきた。これ以前にも第23話「策略」で一般車として登場。

ホンダ
- アコード後期型サルーン1800EX-LオートマチックCVCC（赤）▲
  - 第29話「追撃」で登場。元不良の大学生と不良少女がヤクザの戸村のベンツを追うために使用。男の愛車と思われる。ナンバーは一緒だが、第20話「奪還」で廃墟の扉を突破したアコードは色違いのうえ、前期型である。
- 2代目プレリュード（白）「横浜52た38-17」
  - 第29話「追撃」で登場。3年前の回想シーンで、不良グループの車として登場。エアロパーツやアルミホイール、フェンダートリムなどのドレスアップパーツが多く装着されている。

三菱
- ギャランシグマ2000GLX（ブラウン）「横浜52ま64-88」
  - 第43話「脱線」で登場、銀星会の組員二人が乗車していた車。
- デリカ冷凍車「北九州88め10-85」
  - 第20話「奪還」の冒頭で登場。銀星会組員がアイスクリームの配送車を装って覚醒剤の運搬中に武装した二人組に襲われる。

マツダ
- LA4型ルーチェレガート4ドアHTリミテッド（白）▲
  - 第7話「標的」で登場。婦警狙撃犯が運転。
- HB型ルーチェセダン（タクシー）「横浜55う99-92」
  - 第18話「興奮」で登場。娘を人質に取られた[注 16]東陽銀行支店長の高橋が、身代金を持って横浜駅から乗車したタクシー。実際のカナガワ交通の車両。
- ボンゴブローニイワゴン（シルバー）▲
  - 第16話「誤算」で登場。犯人が見張っていた。自動車電話搭載。第29話「追撃」では鑑識の車として冒頭の埠頭シーンで停車している。
- HC型ルーチェセダン（タクシー）
  - 第42話｢恐怖｣、第45話「謹慎」で登場。当時の最新型。どちらも横浜イースタンタクシーの車両。第45話では保釈間もない栗田慶子が乗車し中華街へ向かう（「横浜55え32-17」）。

### 外国車
ベンツ
- W116 ベンツ450SEL（薄青）
  - 第10話・第11話は「横浜33な41-59」、第5話・第26話は「横浜33な49-51」、第30話は「横浜33ひ91-36」、第34話・第38話は「横浜33つ・371」
  - 登場回数の多い外国車で第10話「激突」以降、銀星会の車として度々登場していた。それ以外では初登場の第5話「襲撃」にて石塚商会社長の車、第11話「奇襲」にてブティックオーナー・内藤の車、第26話「予感」にて貿易商社社長・加藤の車というように実業家の愛車として数回登場している。北米仕様の並行輸入もののようで、丸目4灯ヘッドライトや大型バンパーが装備されている。また所有者の好みなのか、シートにはレースのハーフカバーが装着されているほか、フロントグリルにJAFのバッジが装備されている。第49話ではエキストラ車として登場。
- W126 500SEL
  - 第27話は紺「横浜33の77-47」、第42話・第44話・第46話・第50話は銀「横浜33つ51-69」
  - 第27話「魔性」では宝飾店の車両として登場（店長と運転手が乗車）。エメラルドの運搬で成田空港へ向かうため鷹山・大下が護衛にあたるが、途中でエルフに乗った強奪犯に襲われ、店長と運転手が負傷する。
  - 第42話「恐怖」では被害者の会社社長・萩原の愛車として登場。深夜の帰宅直後、豹藤に殺害される。
  - 第44話「苦杯」、第46話「脱出」、第50話「狙撃」ではいずれも銀星会の車として登場。第44話ではレストランから組員が乗り込み出発したところを、真山・鷹山・町田がセドリックで尾行。第46話では鷹山が監禁されたライブハウス前に白のクラウンと共に停車していた（走行場面はなし）。第50話では、終盤にて会長の長尾が乗り込み、紺のクラウンと同時に出発する[注 17]。

リライアント
- シミターSS（白）
  - 第11話「奇襲」で登場。外車ディーラー[注 18]社長・中西の愛車。銀行のそばに路上駐車した後、日の丸タクシーで現金受け渡し現場に向かった。走行シーンはなし。

ゼネラルモーターズ
- シボレー・カマロ Z28（黒）「横浜33な94-51」
  - 第14話「死闘」で登場。元税関吏の逃がし屋・梶谷の愛車。鷹山らに存在を突き止められた後、大下が軟禁された廃工場へ向かう（真山がレパードで尾行）。

フィアット
- 初代パンダ セリエ2（赤）「横浜52た38-17」
  - 第26話「予感」で登場。弁護士・結城順子の愛車。自動車電話装備。結城の住むマンションと日の出埠頭倉庫近辺に停車していた場面のみの登場で、結城の運転および走行場面はなかった。

フォード
- マスタングⅡ（黒）
  - 第27話「魔性」で、サチを追いかけて埠頭へ来た横浜女学館親衛隊が使用していた車。フロントパーツ、トランクドア、ボンネット[注 19]が取り外されており、車体の所々にサビや英語の落書きが散見される。前後ともにナンバーが付いていないため違法改造車と見られる。

### 地方ロケ

#### 松山ロケ
松山ロケ回での車輌提供は第10話「激突」が愛媛日産モーター（当時）、第13話「追跡」が愛媛日産自動車であった。また放送当時、太陽石油が時間枠スポンサーであった事もあり、松山市内にある太陽石油空港通り給油所や菊間町（現・今治市）の太陽石油菊間製油所（現・四国事業所）前でもロケを行った。
- Y30セドリック（VG20ET）前期型4ドアハードトップV20ターボブロアム（ベージュメタ）「愛媛56ほ52-61」
  - 第10話では大下と鷹山、町田が使用。終盤の廃工場で同じY30セダン前期型ブロアムにすり替わる。
  - 第13話では松山署の覆面車として登場。近藤課長、元港署刑事の沢村、松山署の捜査課長らが乗車し、三津浜港へ駆けつける。
- C31ローレルセダン（L20E）後期型2000メダリスト（ブラック・ベージュツートン）「愛媛56め10-85」
  - 第10話の終盤で登場。配下の組員の運転で、長尾彰（銀星会会長の息子）が廃工場へ乗りつける。
- C32ローレル（VG20E）前期型ハードトップ2000メダリスト（白）「愛媛56め15-08」
- U11ブルーバードセダン（グレー）「愛媛56ひ91-37」
  - 上記2台とも同じく第10話で、銀星会系吉岡組の組員が大下らを追跡する際に登場。
- GF31レパード（VG20ET）前期型XS-Ⅱ（ダークブルー・シルバーツートン）「愛媛56ゆ61-41」
  - 第13話で、大下と鷹山がタクシーに乗った容疑者の庄司を伊予鉄松山市駅から三津浜港まで尾行する際に使用した覆面車。無線交信の際、鷹山がいつもの癖で「こちら港…」と間違える。
- F30レパードTR-X 4ドア後期型ターボZGXスーパーエディション（銀）[注 22]「愛媛56も64-66」
  - 第13話で、犯人の稲垣が小料理屋の女将・はるこを人質に三津浜港まで乗りつける際に使用した車両。また、タクシーで現地入り間もない共犯の庄司を轢き殺している。
- R30スカイラインパトロールカー「愛媛88な36-75」
  - 第13話の半ばに登場した愛媛県警松山警察署の白黒パトカー[注 23]。
- トヨタクラウン・伊予鉄タクシー
  - 第10話で、長尾彰と鷹山が松山空港から松山全日空ホテルまで移動する際に登場。長尾らはS110系「愛媛55あ83-79」、鷹山はS120系「愛媛55あ98-92」に乗車（長尾らを鷹山が尾行）。
- トヨタT140系コロナ・伊予鉄タクシー「愛媛55い・・78」
  - 第13話で、庄司が伊予鉄松山市駅から三津浜港まで移動する際に乗車。鷹山と大下が尾行した車両。

#### 長崎ロケ
この第31話「不覚」と第33話「生還」の長崎ロケでの車輌提供は日産サニー長崎販売（当時）であった。当時、日産サニー店で販売していたVWサンタナも登場した。
- スタンザ1800スプレモ（白）「長崎59わ・162」
  - 第31話で大下と鷹山が長崎空港で借りたレンタカー。
- サニーB210型4ドアセダン（白）「長崎56（かな不明）38-17」
  - 第31話でチンピラの西山が長崎オランダ村から逃走する際に市井の女性客から強奪した車。西山の指示で大下が運転。
- 330セドリックバン（白）「佐世保44せ88-04」
  - 第31話で銀星会の二人組が造船所で乗って逃げた車。
- S12シルビアクーペ後期型「長崎56み83-45」（シルバー）
  - 第33話で、磯山組の岡部が貿易商・須藤との取引で港へ乗りつける際に使用。到着を知らせるため、リトラクタブルヘッドライトを点灯する。
- VWサンタナ（ダークブルー）「長崎56む13-85」
  - 第33話で登場。佐世保で薬漬けにされた鷹山を匿った藤城敬子の車。須藤の部下に狙われた鷹山・大下が、藤城の勤めるブティックから逃げる際に乗車したほか、捜査のため藤城から借りて使用した。同時期にテレビ朝日系の『大都会25時』にF31レパード共々、覆面車として登場している。
- 910ブルーバード営業車前期型「佐世保55あ44-91」（タクシー）
  - 第33話で長崎入りした大下が、藤城の勤めるブティック近辺に向かう際に乗車したタクシー。実際の共益タクシー[注 24]の車両。

#### 仙台ロケ
この第47話「報復」と第49話「乱調」の仙台ロケでの車輌提供は仙台日産モーター（当時）であった。第49話に登場する仙台ロケのレパードは、仙台日産モーターから提供された2000ccのXS-IIにナンバーだけ付け替えたものである。
- GF31レパード（VG20ET）2ドアクーペ前期型V6-2000ターボ（ゴールド・シルバーツートン）
  - 第49話の仙台ロケで登場するレパードは、横浜で使用されている劇用車（3000ccアルティマ）でなく、仙台日産モーターから提供されたXS-Ⅱであり、以下の違いが見られる。
  - 1・フードにアルティマ専用装備である雨滴感知式間欠オートワイパーのセンサー（左右ウォッシャー液噴射口の中間部にある黒い四角い箱状のもの。ワイパーをAUTOにしておくと、センサーが雨滴を感知した際にワイパーが雨量に応じて自動的に作動する。F31レパードに投入された当時の最先端技術の一つ[注 26]）が無い。
  - 2・助手席シートがアルティマ専用のパートナー・コンフォートシート（シートバックがレバー操作によって中折れする機能が備わっていた。これもF31レパードに投入された当時の最先端技術の一つ）ではない。
  - 3・瀬川の勤務する塩釜の水産会社を訪れる際にリアビューが見える。見づらいものの、アルティマよりも長く黒いエンブレム「XS-II V6 JET TURBO」が辛うじて見える。
- Y30セドリック（VG20E）4ドアHT後期型V20SGL（ダークブルーメタリック）「横浜54や68-00」
  - 第47話では、金塊強奪犯の一ノ瀬を護送する港署の覆面車として登場し、狙撃手に扮した町田にドアミラーを狙撃されたが、これも仙台日産モーターからの提供車であった。
  - 第49話でも同じく港署の覆面車として登場した。
- スズキキャリイトラック3方開4WD-DX（スペリアホワイト）「宮城40に16-68」
  - 第47話「報復」で登場。一ノ瀬が金塊の隠し場所へ行く際に奪った車輌。運転手は農夫に変装した田中であった。
- ロンドンタクシー（黒）「宮33あ・・31」
  - 第47話「報復」で登場。鷹山、大下、吉井、町田が一ノ瀬の乗った車を尾行した際に使用（大下が運転）。日本交通[注 27]からの提供車。
- トヨタS100クラウンバン（白）「宮45ぬ17-72」
  - 第47話で一ノ瀬が自身の妹を誘拐した犯人との取引で使用。青葉通り交差点から犯人の仲間の運転で取引場所へ向かう。
- ベンツW126 500SEL「宮33つ51-69」
  - 第47話で、一ノ瀬の妹が監禁されていた廃墟ホテルの前に停まっていた車。ナンバーの「宮」の部分が不自然なことやナンバーから、第42話で登場した車輌が元と見られる。
- トヨタT140コロナ（タクシー仕様）・日本交通タクシー「宮55う・918」
  - 第49話で真山と鈴江が病院に向かう場面で登場。

## あぶない刑事（映画）

### 港署の覆面車
- F31レパード前期型アルティマ（ダークブルーツートン）-港3「横浜33も54-19」
  - CMでも使用していた広報車。テレビ1作目で登場していたゴールドのレパードに代わり登場。同時期に放送されていた『大都会25時』にも覆面パトカーとして登場している。
- Y30セドリック4ドアHT後期型V30ターボブロアムVIP（白）「横浜33ふ43-69」
  - テレビ1作目で登場していたY30セドリックHTのポジション。吉井と近藤課長が鷹山の入院している病院まで赴く際に登場。
- R31スカイライン4ドアHT後期型GTパサージュツインカム24V（ダークグレーメタリック）「横浜54た13-69」
  - テレビ1作目で登場していたY30グロリアセダンのポジション。ナンバーは同・第48話「無謀」のコロナと同一。
  - 吉井と谷村、町田が使用。
- Y30セドリック4ドアHT後期型V20ターボブロアム（白）
  - 少年課の面々が使用。
- MS100クラウン4ドアHT後期型スーパーサルーン（茶）「横浜54そ50-01」
  - 町田が大下と鷹山に頼まれて用意した覆面車だが、造船所で犯人に爆弾を仕掛けられ爆破炎上。白からの再塗装車。

### 港署のパトカー
- MX30マークIIセダン前期型2000グランデ「横浜88る16-10」
  - 豹藤のバズーカ砲で炎上する。
- MS110クラウンセダン前期型2000デラックス「横浜88み51-34」
  - 豹藤のバズーカ砲で横転する。
- 430セドリックセダン後期型200E GL
- SX60マークIIセダン後期型1800GL
  - 上記2台は、テレビ版に引き続き登場。
- R30スカイラインセダン前期型2000GT-EL
  - 佐々木電機（現：パトライト）製散光式警光灯を装備。以降、劇場版で登場する。

### その他
- Z31フェアレディZ前期型200ZG（赤）「横浜52り12-09」
  - 本作では松村課長の愛車として登場。テレビ1作目から数度エキストラで登場している車両。
- トヨタ・S120クラウンセダンスタンダードタクシー「横浜55え36-02」
  - 鷹山と大下が画商・鳴海の元を訪ねる際に乗ったタクシー。実際の神奈川都市交通の車両。
- トヨタハイエース（茶）「横浜45ま41-55」
  - 豹藤が運転、拉致された真山が乗せられていた。車体センターフロアはマンホールの穴の大きさに合わせて正方形にカットされており（ドライブシャフトは残されている）、真山と交換した結城緑と共にその下のマンホールから逃亡する。
- 日産ディーゼル レゾナCK（二軸（4×2）トラクタ、白）「横浜11や39-86」
  - 鷹山、大下、結城が鳴海の別荘へ行く際に、大下が運転したトレーラーヘッド。
  - 町田が「うちの覆面車、みんな出払っているんですよ」と言って、覆面車の代わりに用意したものである。フロントウインドーの運転席側に「CK66BT 12132 S」という車体番号と思われる紙が内側から貼付されている。しかしどこで調達してきたのか全く不明で、緑ナンバー（劇用プレート）を装着していた。
- 三菱自動車工業 ふそうFV（通称300番台・前期型[注 28]）
  - ナンバーは「横浜11な60-37」、ダンプゼッケンは「横浜 販 1722」。
  - 造船所で結城を奪い損ねた豹藤が逃走の際に強奪したダンプカー。鷹山がバイクで追いかけ、残土満載の荷台に乗り込むも、ダンプアップされて土砂と共に路上に落とされる。このスタントシーンは、舘ひろし本人が演じる事もあり、他のシーンに影響が出ないよう作品の最後に収録された。
  - 本作に登場した車両は過去に『太陽にほえろ!』第298話以降の複数話に登場した車両で[注 29]、緑色に塗装された後期型のグリルに交換され、同じ形状のフロントバンパーを上下重ねて装着する等の装飾が施されている[注 30]。鷹山が走行中のバイクから荷台に乗り込めるよう荷台の右側後部にはしごが装着されていた[注 31]。
- スズキ GSX750E「横浜い53-82」
  - TVシリーズでも登場した車両。造船所の小屋の脇に置いてあり、上記でダンプを強奪して逃走した豹藤を追跡するために鷹山が使用する。

## またまたあぶない刑事
この作品の覆面車は屋根とトランクにアンテナを装着している。

### 港署の覆面車
- F31レパード前期型アルティマ（ゴールドツートン）「横浜33に47-53」
  - 本作の撮影では2台のレパードを使用。一台はテレビシリーズでも使用されていた純正ゴールドの車両。もう一台はこの映画のために用意されたホワイトカラーのオールペン車である。この2台を使い分けて撮影された。
  - 一見すると同じ車両のように見えるが、リアクオーターガラスに貼られているOKマークステッカーの有無やフロントバンパーの歪み、キズの有無など各部に違いがある。代表的なシーンで分けるとオープニングの倉庫街での片輪走行やビールケースに突っ込むシーンはオールペン車、クライマックスの銃撃戦で被弾したのはテレビ1作目から使用された車両である。被弾シーンの撮影では予め弾着の準備がされていた左フェンダーと左ドアに交換して撮影し、終了後に元のパーツに戻して後の『もっと』にも続けて使用した。被弾の際、フェンダーやドア部分の色味が異なるのはこのためである。パトライトは小糸製作所製。
  - 前述の片輪走行やキリンビールのビールケースに突っ込むシーンや、ラストの神奈川臨海鉄道浮島線での貨物列車を追跡するシーンは見物。
  - 米軍基地跡の場面では僅かながら、鷹山を助手席に乗せて真山が運転しているくだりもある。
- Y30セドリック4ドアHT後期型V20ターボブロアム（クリスタルホワイト）「横浜54と43-69」
  - ヨットハーバーのシーンなどで登場、田中と吉田、愛川が使用。前作の映画と同じ白色のY30セドリックだが、こちらは『特捜最前線』と『大都会25時』に使用された2000ccの車両である。
- R31スカイライン4ドアHT後期型GTパサージュツインカム24V（ダークグレーメタリック）「横浜55そ91-52」
  - 前作の映画版に引き続いて登場、町田と鈴江が使用。
- Y31グロリアセダン前期型V20クラシックSV（ダークブルーパールメタリック）「横浜54そ50-01」
  - 当初は『もっと』から出演したY31グロリアグランツーリスモがデビューする予定だったが、リハーサル中の事故で前面部分を破損し修理のため、急遽レンタカーのグロリアセダンで代用した。吉井と谷村、真山が使用。
- 430セドリックセダン後期型200E SGL（ブラック）-港7 「横浜54な43-35」
- 430グロリア（orセドリック）セダン前期型200E SGL（再塗装ブラック）-港7（スタント用）「横浜54な43-35」
  - 後期型は、テレビシリーズでも何度か登場した車両で、本作ではオープニングでの無茶な運転で壊れたため修理に出したレパードの代車として登場。誘拐犯に奪われたYM警備保障の現金輸送車を追跡し、途中前期型にすりかわり横転。前期型は、フロントグリルがセドリック用で、リアまわりのパーツがグロリア用のため元の車種は不明。横転した後の滑走シーンは、牽引車で引っ張り撮影していた。

### 港署のパトカー
- R30スカイラインセダン前期型2000GT-E「横浜88や51-34」
  - 前作の映画版に引き続き登場。
- 430グロリアセダン200スタンダード「横浜88や17-78」

### その他
- 430型セドリックワゴン前期型「横浜44も31-54」
  - YM警備保障の現金輸送車。元JAFのサービスカー。この後「もっと」第3話「閉口」、第13話「代償」、第18話「魅惑」の静岡ロケなどでも登場。
- 250型プレジデント前期型ソブリン（シルバー）「横浜33め48-90」
  - 浪速のジョーこと赤井英和運転。大下のマシンガン攻撃でボンネットが吹き飛んだ後、鷹山がハーレーに跨り、ショットガンを撃つ「定番の名シーン」にて横転する。
- フォードマスタング コンバーチブル（赤）「横浜33せ15-04」
  - 松村課長の愛車として登場。自動車電話装備。それ以前にテレビ1作目・第22話「動揺」で、大下がバーでナンパした女の愛車として登場していた。
- マーキュリー・コロニーパーク（白/茶）「横浜33せ95-44」。
  - 幼稚園バス襲撃犯及び佐久間の逃走車。自動車電話装備。
- S110系トヨタクラウンHT前期型2800ロイヤルサルーン（黒）
  - 県警の覆面車として米軍基地跡へ到着した場面で使用。現場到着時に降りようとした際シフトを戻し忘れて動いてしまい慌てて乗り込んでシフトを戻すシーンがあった。
- 910ブルーバードセダン1800SSS
  - 県警の覆面車。鷹山と大下が乗ったマスタングを追跡しようとしたが、交差点でスピン後続の430グロリアセダンの白パトに追突される。
- FPY31型グロリアシーマ前期型タイプⅠ（緑）
  - 長峰の顧問弁護士・矢野の車として登場。釈放された緒方を送った。当時シーマ現象が発生していたため登場に至った。当時の最新車種。
- ハーレー・ダビッドソンXLH

## もっとあぶない刑事
※ここでは主に犯人車両等で登場する車の中には車種は違うのに同じ劇用プレートが5種類ある。そのため以下のナンバーは記号で掲載する。
- 「横浜54な43-35」（記号は●、またまたで横転した港7号（430セドリック）と同一）
- 「横浜54そ50-01」（記号は■）
- 「横浜77そ66-73」（記号は○）
- 「横浜45は・887」（記号は△）
- 「横浜53ぬ56-30」（記号は□）

### 港署の覆面車
- F31レパード（VG30DE）前期型アルティマ（ゴールドツートン）-港3 「横浜33も54-17」大下・鷹山の使用は第1話 - 第4話まで。なお第8話「秘密」では港署の前に停車している。
- F31レパード（VG30DET）後期型アルティマツインカムターボ（ダークブルーツートン）-港302 「横浜33の45-05」（第5話 - 第25話）
  - レパードのCMで使用されていた広報車。上記2台は大下・鷹山が主に使用していた。ドラマ後半はテレビ朝日系で後に放送される『ゴリラ・警視庁捜査第8班』の収録で鷹山の出番が減ったために大下・町田が主に使用し、町田が運転席で大下が助手席といったパターンもあった。第8話「秘密」では吉井が使用。
  - 最終話「一気」では通報現場で犯人に奪われてしまったが、市内で発見され追跡中にペンキまみれになりながら取り戻した。米軍基地跡のシーンで下回りを見ると赤いペンキが大量に付着していることが解る。クライマックスではヒットマンにライフルで狙撃され左右のドアガラスが被弾されエンジンが破損した設定であったが、左右のドアガラスの被弾シーンは元の左右のウインドウを下し被弾用のガラスをはめ込み撮影した。そのため収録順の関係でエンディングでは元の状態に戻っていた。第一シリーズと同様に大下が車内でポッカコーヒーを飲むシーンもある。
  - この後期型は第5話から突如登場し、本革シート・AVシステム・サンルーフが装着されていた最上級グレードのアルティマターボであった。第7話「減俸」でAVシステムが使われている。サンルーフが装備されている関係上パトライトを装着する場所はルーフの前よりである。第10話「悪戯」ではサンルーフからパトライトを装着した。前期型に比べて馬力が大幅にアップしたため[注 32]、スーパーソニックサスペンションによるドリフトや発進時のインテールやバーンアウトが豪快になった。
- Y31グロリア（VG20DET）4ドアHT初期型V20ターボ・グランツーリスモSV（黒）-港304 「横浜77つ37-10」
  - 田中・吉井が主に使用。時折、吉田・谷村らも使用。
  - 第18話「魅惑」では奪われた港305（セフィーロ）を追跡する際に吉井・町田が使用し、「ボクのくうねるあそぶですよ」「お元気ですかーとか言ってられないよ」と当時のCMを意識したアドリブも出た。最終話「一気」では奪われた港302（レパード）を追跡する際に大下・町田が使用した。
  - 当初『またまた』でデビューの予定だったが、リハーサル時に前面部分を破損する事故が発生したため修理を行ない、登場は本作からとなった。その関係で、フロントバンパーはグランツーリスモ用であったが、フロントグリル・エンジンフード・ヘッドランプなどの前面部品は修理する際に調達したブロアム用のものであり、フードマスコットやフォグランプ一体型のヘッドランプなど通常のグランツーリスモとは前から見た印象が異なる。
  - 元々は日産自動車から貸し出された広報車だったが、上記事故のためセントラルアーツが買い取った。同時期に撮影されていた『あきれた刑事』にも覆面車として、またその他のドラマにもエキストラ車として登場していた。
  - 劇中でも第1話では港中央銀行の駐車場に、第2話では地下駐車場や銀星会の駐車場に止まっているなど、エキストラ車としても使用されていた。この地下駐車場のシーンでは、後にスタント用になるブルーバードや柴田恭兵の愛車と見られるベンツなどもエキストラ車として登場していた。
- Y30セドリック（VG30ET）4ドアHT後期型V30ターボブロアムVIP（白）「横浜33た60-22」
  - 第1話 - 第3話、第5話までは吉田・谷村が使用。映画1作目と同じ3000ccであるが、前作の『またまた』に出ていたY30は2000ccなので異なる。
  - 第2話では地下駐車場や銀星会の駐車場に止まっているエキストラ車として登場。
  - 第4話ではクラウンと共に麻薬密売グループの車として登場。ナンバーは「横浜33ぬ89-33」
- R31スカイライン（RB20DE）4ドアHT後期型2000GTパサージュツインカム24V（ダークグレー）-港305 「横浜54の94-19」
  - 第2話 - 第6話までは町田が使用した後に第7話以降は主に吉田・谷村が使用。第10話では少年課も使用した。第6話のクライマックスでは大下が使用。
- A31セフィーロ（RB20DET）初期型スポーツクルージング（グリニッシュシルバー）-港306 「横浜77や87-13」
  - デビューまもない車種として登場し第10話「悪戯」から主に町田が使用。第23話「心痛」では吉田・谷村が使用した他、第14話では吉田・鷹山という組み合わせで使用された。
  - 第18話「魅惑」では、犯人の逃走用に盗まれ清水市（現・静岡市清水区）の茶畑で発見される。
  - メーカーオプションだったガラスサンルーフを装備していた。パトライトは主に小糸製作所製の物を使用。
  - 本作終了直後に現実の全国の警察の覆面パトカーとして大量採用された。

### 港署のパトカー
日産
- 430セドリックセダン後期型200E GL
  - テレビ1作目から継続使用。
- 430セドリックセダン後期型200E SGL（単灯式パトランプ）
  - 第22話で登場した港署の白パト。警邏課の井沢と竹田が使用。潜入捜査中の大下にマシンガンで銃撃され爆発炎上。通常使用しているパトカーとの違いは、パトランプが散光式ではなく単灯式である点。『またまた』で鷹山・大下が運転した覆面車からの再塗装。

トヨタ
- SX60マークIIセダン後期型1800GL 5MT「横浜88め82-92」・「横浜88み50-74」
  - テレビ1作目から継続使用。第3話では犯人の逃走用に使用されるなど一番目立つ回であった。また、第7話では冒頭に偽造パトロールカーとしても登場した（ナンバーも同じ横浜88め82-92）
- S110クラウンセダン後期型2000スーパーデラックス
  - 最終話の盗まれたレパードの追跡シーンで登場。

### 県警などの覆面車
- Y30グロリア（VG20E）セダン後期型V20SGL（ダークブルー）
  - 第7話ラストで登場。テレビ1作目で港署の覆面車だった車。
- GX71トヨタクレスタ前期型2000GTツインターボ（シルバー）
  - 最終話「一気」で強盗現場に赤色灯をつけ停車している。
- CA5アコードセダン（白）「横浜77ま・131」
  - 最終話「一気」で登場。大下と町田が追跡した銀行強盗が乗っていたと思いきや、実際には強盗事件の模擬訓練であり、乗っていたのは強盗に扮した港南署の刑事であった。第12話に登場したアコードとは異なり、異形ヘッドライトモデルの通称「アコードCA」。
- ホンダ・コンチェルトJX-i（グレー）「横浜77の・593」
  - 第17話で町田とFBI捜査官・神崎が使用した車両。

### 二輪車
- ヤマハ メイト
  - 第3話「閉口」に登場。寿司屋に変装した大下が配達に見せかけた潜入のために使用する。
- ハーレー・ダビッドソンXLH
  - 第6話「波乱」に登場。後述のグロリア（セドリック）バンの荷室から救出した鷹山がそのまま犯人を捕まえるために使用したバイク。この時所持しているショットガンは車内に仕掛けたものをそのまま使用。このバイクの調達は不明だが、町田に耳打ちで「バイクを取ってきてくれ」と調達したが町田自身はミニバイクでバイク調達に迷っている様子が確認されている。映画1作目に登場したGSX750Eと同じ劇用プレートを装着。
- カワサキGPZ750R
  - 第12話「突破」に登場。
- カワサキKLR250「1横浜の33-79」
  - 第9話「乱脈」と第15話「不惑」で登場。第9話では町田が追った通り魔犯、第15話「不惑」では犯人の今泉が清水エンタープライズ社長を銃撃した直後に逃走で使用。後に『もっとも』でも登場している。
- スズキGSX-R1100
  - 第14話「切札」に登場。テレビ1作目第29話に登場したGSX-R750と同じ劇用プレートを装着。
- ヤマハ DT200R「横浜て94-34」
  - 第19話「役得」で登場。窃盗で少年課の取調べを受けていた少女・石井由美が知人から借りて使用。途中で町田を乗せて脱獄囚の合流場所へ向かう。

### 破壊された車両
日産
- 720型ダットサントラック（ブルー）△
  - 第1話「多難」で銀行強盗犯に奪われる（有）山本電気の車。鷹山に銃撃され横転。
- 430型セドリックセダン前期型GL（ブラウン）「横浜54た13-69」
  - 第1話「多難」で銀行強盗の主犯の宮崎（菅田俊）が使用し逃走中鷹山と大下に銃撃され、横転爆破。ナンバーはテレビ1作目・第48話のコロナ、映画1作目のR31スカイラインと同一。
- 430型グロリア（セドリック）バン前期型（白）
  - 第6話「波乱」で鷹山が荷室に監禁され、車内にショットガンを仕掛けられる。町田・大下が駆けつけ鷹山を救出するも、その後に仕掛けられたショットガンを町田が誤って発射しリアガラスが被弾。この回では車両の外観全体が映っていないため、ナンバー及びセドリック・グロリアのどちらかは不明。
  - 第7話「減俸」で麻薬取締官が焼却処分の覚醒剤を運搬する車として登場。偽装パトカー（マークII）の偽警官に襲撃される。前話と異なり、襲撃前の段階でリヤサイドのエンブレムとリヤドアが映っているため、こちらはグロリアと確認できる。
  - ※ここでは劇用ナンバーが2種類使用された。出発時は「横浜88ろ16-10」、襲撃現場では「横浜88わ51-34」。
- 431型セドリックセダン後期型DX（個人タクシー）「横浜55せ36-08」
  - 第23話「心痛」でダンプに襲撃される個人タクシー。ナンバーは異なるが、テレビ1作目で数度登場した430セドリック（前期型）の個人タクシーと同じデザイン。リアテールの構造から見ても間違いなく後期型であるが、なぜかフロントバンパーはメッキの前期型のもの。社外アルミを履いている。これも『またまた』に登場した港7号の430と同じく前後のパーツが異なる車輌。
- 910型ブルーバードセダン前期型1800GL（シルバー）□
  - 第12話「突破」で登場。銀行強盗団の一組が使用。埠頭で鷹山・大下に銃撃されて横転。また第2話でもエキストラ車として登場。
- S110型シルビア（白）□
  - 第17話「乱心」で登場した麻薬密輸容疑のスチュワーデスの愛車。大下が空港（実際はYCAT）から運転するが、途中でダンプに襲撃され後部が大破する。ナンバーは第12話「突破」で横転したブルーバードと同一。

トヨタ
- A40セリカカムリ（ゴールド／ブラック）「横浜54は91-60」
  - 第25話「一気」ラストシーンで登場した逃走車両。大下と鷹山に銃撃され横転。社外アルミを履いている。

### その他
日産
- Z31フェアレディZ前期型200ZG（赤）「横浜52り12-09」
  - 第1話「多難」でダットサントラックとレパードのカーチェイスにRX-7と共に巻き込まれた車。終盤の港中央銀行の駐車場では、RX-7、そしてY31グランツーリスモと共に駐車車輌として止まっている。テレビ1作目、映画2作に続いての登場。
- 430セドリックワゴン「横浜88る31-54」
  - 『またまた』から登場したYM警備保障の現金輸送車。第3話「閉口」と第13話「代償」、第18話「魅惑」の静岡ロケで登場。
- U12型ブルーバードセダン（白）「横浜77 39-95」
  - 第13話「代償」で不動産会社社長の娘を誘拐した女が運転していた。自動車電話装備。ニッポンレンタカーから借り受けた車両。
- U11型ブルーバードSSS4ドアHT（イエロー）○
  - 第15話「不惑」で登場。犯人が用意した車で大下・鷹山が乗り込み犯人の指示で市内を走った。
- E23型キャラバン（白）△
  - 第22話「暴露」で覚せい剤の運び屋の車として登場。大下を拉致した密輸組織との取引で高島埠頭へ乗り付ける。
- S13型シルビア前期型（ウォームホワイトツートン）
  - 第23話「心痛」で殺し屋の車として登場。当時の最新モデル。

トヨタ
- S100クラウンセダン2000スーパーサルーン（紺）「横浜53に27-14」
  - 第2話「攻防」で拳銃売人の車で登場。大下に後部プレートの真ん中を打ち抜かれ埠頭で発見される、後ろには建設途中の横浜ベイブリッジが見える。
- GS130クラウンHT前期型2000スーパーセレクト（紺）「横浜77に27-14」
  - 第4話「奇策」で麻薬密売グループが乗っていた。第14話ではエメラルドを強奪した男が運転。
- GS130クラウンHT前期型2000スーパーサルーン（白）○
  - 第13話「代償」で現金輸送車襲撃犯のひとりで元手に不動産会社社長になった男の愛車。
  - 第15話「不惑」でも会社社長の車で登場しているが、ナンバーは「横浜77そ36-76」で「66-73」○はブルーバードのナンバーになっている。
- S110クラウン前期型4ドアセダン2000スーパーDX（黒）□
  - 第8話「秘密」でハマインフォメーションの社員が乗車。
- S110クラウン後期型4ドアセダン（白）「横浜54 27-14」
  - 第10話「悪戯」で登場。曙商事の車として登場。
- S110クラウンセダン（東部無線[注 33]タクシー）「横浜55ふ77-47」
  - 第23話「心痛」で大洋不動産専務の飯島が乗ったタクシー。
- GZ20ソアラ前期型GTツインターボ○
  - 第6話「波乱」で犯人の逃走車として登場。大下にナンバーを控えられる。
- GX61マークIIセダン前期型グランデ（紺）
  - 第4話「奇策」で東京の麻薬密売グループの乗る車として登場。「品川58ひ82-92」
  - 第5話「争奪」で銀星会の車として基地跡で停車している。ナンバーは「横浜54に13-69」で前半に埠頭で銃撃していた際に乗っていたギャランとナンバーが同じ。
  - 第21話「傷口」では少年課の覆面車として登場している。「横浜77ま・131」
  - 第12話「突破」で登場。冒頭の銀行強盗グループが運転。■
- X70マークIIバンGL（白）△
  - 第10話「悪戯」の終盤で登場。拳銃入りの木箱が詰まれていた。
- X30系マークIIセダン□
  - 第15話「不惑」の冒頭に登場、人質にされていた女性銀行員が脱出した際に運悪く轢いてしまった。
- GX61クレスタスーパールーセント4ドアHT（白）●
  - 第10話「悪戯」の終盤で登場。関西からの拳銃買い手側として登場。
- EE96Vカローラバン前期型1300DX（白）■
  - 第6話「波乱」で登場。強奪した現金を中華街の駐車場で隠していた車。今では珍しい「自家用」の文字が書かれていた。
- E70カローラバン（白）「横浜88る31-54」
  - 第11話「結婚」で港署全署員の給料を輸送していた神和警備保障の現金輸送車。横浜で襲撃され、函館まで強奪された（実際はドア部に隠された覚せい剤を強奪したのが本当の目的）。現地の西埠頭にて、あからさまな偽装ナンバー（「品川44へ78-21」）に換えられた状態で発見される（鷹山が「下手な偽造」と嘲笑していた）。
- A60カリーナバン（シルバー）△
  - 第14話「切札」で登場、運転手が殺し屋工藤にボンナイフで脅されていた。
- ST160カリーナED●
  - 第17話「乱心」で登場。コカイン密売の二人組が乗っていた。
- 50系ハイエースバンDX（白）
  - 第12話「突破」で銀行強盗団の一組が使用。のちの第16話「異変」でも犯人車で登場している。12話、16話ともナンバーは同じ（△）だが窓ガラスに貼られたフィルムが12話は黒、16話は白と異なる。
  - 第15話「不惑」では横浜第一銀行の営業車（■）と、それを尾行するテレビ局の車（横浜88る31-54、ルーフキャリア装備）として登場（両車とも同型）。銀行の車には強盗3人と人質に取られた行員2人、テレビクルーになりすました鷹山と大下の計7人が乗車。一方のテレビ局の車には吉田と谷村、捜査に協力したテレビ局のスタッフが乗車。
- 50系ハイエースワゴン（銀）「横浜77の・593」
  - 第22話「暴露」で登場。高島埠頭に乗りつけた貿易会社社員が乗車。到着後、待ち構えていた密売人に射殺される。
- ダイナ200幌付（白）「横浜44わ52-79」[注 34]
  - 第3話「閉口」で現金輸送車襲撃時に乗り付けた盗難車として登場。のちの第8話「秘密」では、ハマインフォメーションから重要書類やヘロインを隠すために乗せた車。倉庫で大下に強奪される。

ホンダ
- SJアコードサルーン後期型CVCC1800EX（赤）●
  - 第7話「減俸」で登場。田中が乗っていたが田所に奪われて本牧基地跡まで乗っていった。発信機がつけられていた。
- CA1アコードセダン前期型EX（白）●
  - 第12話「突破」で登場。銀行強盗団のリーダー・香川が運転。鷹山・大下に銃撃されてパンクされる。のちの最終話に登場したアコードと異なり、こちらはリトラクタブルヘッドライト。
- シビックカントリー
  - 第3話「閉口」で現金輸送車から現金を詰め替える際に登場。「品川52の15-60」
  - 第18話で銃砲店で猟銃を奪った犯人が乗りつけた盗難車。●

三菱
- デボネア前期型V6-3000ロイヤル（白）
  - 第2話「攻防」で銀星会幹部の車で登場。
- エテルナΛスーパーツーリング（白）
  - 第1話は□、第15話・20話は「横浜54は91-60」
  - 第1話「多難」冒頭に銀行強盗の逃走車として登場、消火栓に突っ込む。
  - 第15話「不惑」では密売人の車で登場。地下駐車場で張り込んでいた大下にタイヤを狙撃され、不自然に詰まれたダンボール山に突っ込む。
  - 第20話「迷惑」では、ならず者の車として滅茶苦茶な塗装をされ登場した。
- E31ギャランセダン前期型1800VE（白）「横浜54に13-69」
  - 第5話「争奪」で銀星会の車として登場。なぜか後半の基地跡ではマークIIのナンバーになっている。
- ギャランセダン（銀）「横浜56わ27-14」
  - 第17話「代償」で現金輸送車襲撃犯のひとりの娘が運転していたレンタカー。ニッポンレンタカーの車両。
- キャンターターボ2.0（白）「横浜12る31-54」
  - 第19話「役得」で南陽通運の美術品専用運搬車として登場。犯人が高額絵画を強奪しようとしたが鷹山の銃撃で左後輪がパンクされる。

マツダ
- FC3SRX-7（ブリリアントブラック）「横浜77ぬ20-83」
  - 第1話「多難」でダットサントラックとレパードのカーチェイスにフェアレディZと共に巻き込まれた車。終盤の港中央銀行の駐車場では、赤いZ、そしてY31グランツーリスモと共に駐車車輌として止まっている。スタッフの愛車であった。
- ボンゴブローニイワゴン
  - 第2話「攻防」で鑑識の車として登場。

いすゞ
- UBS55ビッグホーンショートイルムシャー・ディーセルターボ（紺）□
  - 第2話で登場。犯人が使用し警察無線に割り込める無線機を積んでいた。
- エルフ
  - 第3話「閉口」で一般車として登場。マークIIの白黒パトカーが飛び出してきたため急ブレーキで停車。結果覆面車らを塞いでしまい吉井に「バカタレが」とボディを叩かれる。
- ニューパワーV10SS「横浜11ち15-99」
  - 第17話「乱心」でS110シルビアを襲撃するダンプカー。

日野
- スーパードルフィンFS中期型（通称＝蜂の巣グリル型）
  - 第23話「心痛」で池上社長の乗った個人タクシー（431型セドリック）を襲撃するダンプカー。
  - 当時の現行モデルであり、比較的新しいダンプカーであるが、グリルの空間にマーカーを配するなど、内装・外装に手が加えられている。
  - ナンバープレートは前述のいすゞ・ニューパワーと同じ劇用プレートを使用している。ダンプゼッケンは「販 8354」と記載されているが管轄地域名が消されている。

外国車
- VWジェッタCLi（銀）
  - 第1話などに登場。一般車両の他、第12話「突破」では犯人車として使用された。
- フォード・スペクトロン（白）■
  - 第1話「多難」でうさぎ人形型爆弾の売人の車として登場。
- ポルシェ・911（赤）「横浜33ま・131」
  - 第4話「奇策」で登場。麻薬密売人・中沢の愛車。
- ロールス・ロイス・シルバーシャドウ（白）「横浜33み83-45」
  - 第4話「奇策」で「青年実業家」に成りすました鷹山の愛車として大下の運転手付で登場。駐車違反車を大下が拝借してきた設定。
- メルセデス・ベンツ500SEL W126（銀）
  - 前作からの続投。銀星会や金持ちの車として度々登場している。
- メルセデス・ベンツ W116（白）「横浜33み83-45」
  - 第10話「悪戯」で登場。曙商事の新見が事務所から移動の際に使用。部下が事務所前まで乗りつけ、入れ替わりで新見が乗車した（その後を大下が尾行）。
- BMW・3シリーズセダン（赤）●
  - 第14話「切札」で登場。
- ポンティアック2000GTコンバーチブル（白）「横浜33た60-22」
  - 第19話「役得」で登場。画廊オーナー・佐久間の愛車。冒頭では、中華街にて脱獄囚の島田を乗せて逃走。この時は一見、女性が運転しているように見えるが、その実態は女装をした佐久間であった。終盤では島田とその仲間が乗車し、絵画を運搬中のトラック（前述のキャンターターボ）を襲撃する。

### 地方ロケ

#### 函館ロケ
この第11話「結婚」の函館ロケでの車両提供は日産プリンス函館販売（現・函館日産自動車）であった。
- R31スカイライン（CA18）4ドアセダン後期型1800エクセル（白）「函館57す66-40」
  - 函館西署の覆面車として登場。
- R31スカイライン（RB20DET）2ドアクーペ前期型2000ターボGTS-X（ブラック2トン）「函56れ27-14」
  - 大下と鷹山が函館空港で借りたレンタカー。GTオートスポイラー装備。
- U12ブルーバード4ドアセダン
  - 埠頭でギャランシグマと共に止まっていた函館西署の覆面車。
- 120トヨタクラウン4ドアセダン2000スーパーサルーン（白）「函館57と39-95」
  - 函館山から逃げる犯人が使った逃走車。
- クラウンセダン パトカー「函館88（ち?）・175」
  - 函館西署玄関に停車していたパトカー。北海道警察函館西警察署の庁舎前に停車している本物のパトカーを撮影した。
- ギャランシグマセダン パトカー
  - 埠頭でブルーバードと共に停車していた函館西署のパトカー。こちらも北海道警察函館西警察署の本物のパトカーを借りて撮影した。
- E90カローラバン 現金輸送車「品川44へ78-21」（偽装ナンバー）
  - 函館西埠頭の海中から引き揚げられた。

#### 静岡ロケ
※この第18話「魅惑」と第21話「傷口」の静岡ロケでは横浜での劇用車を使用したため、地元日産ディーラーからの車両提供は無かった。
- NPRいすゞエルフ250ワイドキャブ・パネルバン
  - 第18話で登場。還流紙幣強奪犯が襲った際に使用、銀行員とガードマンを閉じ込める。ちなみにこのエルフは普段、劇用道具などの運搬に使用していたトラックであった。
- T140系トヨタコロナバン（白）「静岡45ふ13-71」
  - 第18話で登場。還流紙幣輸送車。捜査に協力した銀行員とガードマンが乗車。実際はレンタカー。
- 430セドリックバン「静岡88ふ77-47」
  - 第18話で登場したYM警備保障の車。還流紙幣輸送車だが乗っている警備員は吉井・吉田である。劇中では静岡ナンバーだが、元は『またまた』から使われている劇用車。
- YX61トヨタマークIIセダン後期型1800GL「静岡88の50-54」
  - 第18話で登場した静岡県警のパトカー。還流紙幣輸送車を護衛する際に登場。こちらも横浜で使用している劇用車。
- 910ブルーバードタクシー「静岡55か33-17」
  - 第18話で登場。犯人が清水市（当時）三保の海水浴場まで行く際に使用し、聞き込みに行った町田が案内してもらった。静岡中央タクシーの実際の車輌を使用[注 35]。
- V21系トヨタカムリセダン（白）「静岡56わ99-30」
  - 第21話で登場。強盗殺人の真犯人・松原の愛車。ナンバーの通りレンタカーを使用。

## もっともあぶない刑事

### 港署の覆面車
- F31レパード（VG30DET）後期型V6-3000アルティマツインカムターボ（紺2トン）-港302 「横浜33の45-05」
  - 大下・鷹山が主に使用だが、中盤には銀星会会長・前尾を尾行する時に大下と町田が使用した。今作では出番がほとんどなかった。
- Y31グロリア（VG20DET）4ドアHT初期型V6-2000ターボ・グランツーリスモSV（黒）-港304 「横浜77つ37-10」
  - 田中・吉井が犯人の護送中、大下・鷹山に強奪されてしまう。強奪直後、産業道路の走行シーンではセドリックグランツーリスモに化けている。
- R31スカイライン（RB20DE）4ドアHT後期型2000GTパサージュツインカム24V（ガンメタ）-港306 「横浜54の94-19」
  - 大下・鷹山がパトロールでの信号待ち中、通りかかった老人を装った刺客に銃撃されフロントと左右前席ドアの窓ガラスが大破したが、後半に少年課の鈴江・愛川が港304（上記のグロリアグランツーリスモ）を強奪した大下と鷹山の捜索時に使用した際は修復されている（実際の収録は後者を先にして、前者を後に行った）。
- A31セフィーロ（RB20DET）初期型2000ターボ・スポーツクルージング（グリニッシュシルバー）-港305 「横浜77や87-13」
  - 主に町田が使用。殺し屋の結城（苅谷俊介）を追跡するシーンで活躍。
  - その後、吉井・田中が、港304（Y31グロリア）を強奪した大下・鷹山の捜索時に使用。

### 港署のパトカー
- 430セドリックセダン後期型200E GL
- 430グロリアセダン前期型200E SGL「横浜88ま・131」
- SX60トヨタマークIIセダン後期型1800GL「横浜88ま66-73」
- R30スカイラインセダン前期型2000GT-EL「横浜88さ82-92」
  - 上記4台は過去のテレビシリーズや劇場版からの継続使用。
- R30スカイラインセダン後期型2000GT-E
  - 検問のシーンで登場。

### 港署の破壊用パトカー
終盤、大下と鷹山のトランザムでの逃走シーン、護送車での検問突破シーンに登場した破壊用白パト。
- 430グロリアセダン後期型200E-GL「横浜88る16-10」
  - スクラップ工場のシーンにて登場。ギャランΣの横に突っ込んだが、次のシーンでは当該車両がローレルになっており、グロリアはジャンプしてローレルのルーフに突っ込む。ブロアム用のホイールキャップが装着されていた。
- 430セドリックセダン前期型200スタンダード「横浜88や29-28」
  - カーチェイスシーンにてトランザムと一回小突くが前方から来た910ブルーバードに正面衝突する。
- C210スカイラインセダン2000GT-EX「横浜88 49-25」
- C31ローレル4ドアHT前期型2000ターボSGX「横浜88つ17-24」
- 910ブルーバードセダン前期型1800SSS-EX「横浜88 72-18」
- 910ブルーバードセダン前期型1800GL「横浜88 57-39」
- TT130コロナセダン前期型1800GL「横浜88す89-94」
- E123AギャランΣ前期型2000スーパーサルーン「横浜88ふ59-79」「横浜88ふ57-39」（2台）

### その他
- 日産ディーゼル・レゾナ（赤〈あずき色〉）「横浜12か・3 16」
  - 白装束に覆面（ジェイソンマスク）をした大下・鷹山が田中・吉井から港304と北野の身柄を強奪する際に乗っていたトレーラーヘッド。後輪の泥除けゴムに藤木陸運の名前があることから同社の車両であることがうかがえる。
- フォルクスワーゲンタイプ2（白と緑のツートン）「沖44ふ13-71」
  - 中華街で江本真由美を尾行していた鷹山が、北野に脅され乗せられた車。沖縄ナンバーであることから、北野の車とみられる。北野の指示で江本が運転し廃墟へ逃亡した。
- トランザム（黒）「横浜33ま46-55」
  - 大下・鷹山が強奪した港304と交換して逃走に使用した車。北野も乗車。豪快に乗り回していたものの神奈川県警の銃に集中砲火されながら何とか逃げ切るが、最後は白煙をあげて乗り捨てる。大下は「アメリカ車は頑丈だと言ったが、たいしたことなかったな」と言ってる。車の両サイドは擦り傷や凹み、塗装の剥がれや錆など損傷が見られる。またルームランプの配線が垂れ下がっているのも確認されている。スクラップ工場で廃車に乗り上げて停車してカモフラージュするシーンも見られたが、あっさりと神奈川県警に見破られている。
- 日産シビリアン「横浜88さ41-55」
  - 護送車として登場。検問の警官隊に銃撃を受け、スカイラインとギャランシグマのパトカーに衝突後横転。
- トヨタA40カリーナ1600GT（白）「横浜54は91-60」
  - 大下を轢こうとしてガソリンスタンドの自販機に突っ込んだ車。『もっと』最終話で横転したセリカカムリ、同じく第15話と第20話で使われたエテルナと同じナンバー。
- トヨタX61マークIIセダン前期型2000LG（ワインレッド）「横浜54そ50-01」
  - 宮坂が逃亡の際に使用。大下・鷹山の銃撃でパンクし横転したが、実際は結城がウージーサブマシンガンのサイレンサーを使い、宮坂の後頭部を撃っていた。
- トヨタMS90クラウンセダン前期型2000スーパーサルーン（茶色か深緑）「横浜53ぬ56-30」
  - 宮坂のマークIIに追突され、消火栓に突っ込んだ駐車車両。『もっと』の破壊車両に使われていたプレート（5630）が使われている。
- キャデラックリムジン（紺）「横浜33ぬ89-33」
  - 銀星会・前尾の車。
- W126ベンツ500SEL（紺）「横浜33た60-22」
  - 結城をはじめ銀星会に雇われた殺し屋一味が使用していた車（左ハンドル）。鷹山、北野、江本の3人が身を隠していた廃墟に乗りつけた場面と、大下・鷹山が強奪して間もない港304とすれ違う場面で登場している。また車両全体は映っていないが、宮坂の射殺時は結城が単独で使用。
- カワサキKLR250「1横浜の33-79」
  - 北野の時効成立後に壁を突き破って松村が登場した際に乗ってきたバイク。北野を松村に託し、鷹山が大下を乗せて銀星興業のビルへ向かった。『もっと』で犯人の逃走車として数度登場した車両。

## あぶない刑事リターンズ

### 港署の覆面車
- アルファロメオ164 スーパー24V（コールドホワイト）「横浜34た10-06」[注 36]
  - 原作本では大下の愛車となっている。主役車両としては初の4ドア車。かつてのレパードと同様に自動車電話が装備されているが、本作より大下は携帯電話も所持している。また、防弾加工が施されている。サイレン音は従来の「ファンファンファン」。車体色は当時日本向けには設定されていない映画特別仕様の色であった。撮影終了後『ズームイン!!朝!』で視聴者プレゼントされた。
- RVRスーパースポーツギア（上部ピレネーブラック・下部レガートグレー）「横浜77さ54-28」
  - 町田と虎井が使用している。一度レッカー移動されている。中盤のカーチェイスでドリフトやスピンターンをこなす。サイレン音は現在使用されているのと同じ「ウーウー」である。
- デリカスターワゴンGLXエアロルーフ4WD「横浜88せ77-29」
  - 終盤近くに銀行へ向かう時に深町課長が運転し、ブレーメンのアジトに向かう鷹山と大下に託した。パトランプがグリルガードに単式が1つ、ルーフ部分には前面に散光式、後面に単灯式が左右1つずつ付いている。また、トランクにはショットガンなどが積んである。前述のとおり、劇中での描写はないがブレーメンのミサイル直撃で工場もろとも爆破され消滅。
- GS131クラウンHT後期型2000スーパーサルーンエクストラ（紺）「横浜57せ40-52」
- GX81マークIIセダン後期型2000グランデ（紺）「横浜59の21-08」
  - 上記2台は終盤シーンで登場。劇用車レンタル会社の車両を使用していた。

### その他
- トヨタハイエースバン「横浜77り83-92」
  - カルト的犯罪組織ブレーメンの専用車。グリルガード付きで最初のシーンでは病院の地下駐車場で爆破事件の証人の樋口麻美を誘拐しようとしてバックして出ようとする、トヨタ・スプリンターにぶつかった後、駐車車両の日産・C32型ローレルに接触し逃走するシーン、前半の終わり近くで銀行頭取と引き換えに10億円を積んで逃走し、虎井を拉致していくシーンで使用。終盤の銃撃戦で鷹山と大下が右側のドアガラスとサイドウィンドウを銃撃し爆破・炎上。白からの再塗装車。
- GX71トヨタマークII前期型HTグランデツインカム24（白）
  - 終盤にブレーメンのリーダー柊が逃走用に使用。鷹山がハーレーに跨り、ショットガンをぶっ放す「定番の名シーン」にて、トランクが吹っ飛び横転する。
- ハーレー・ダビッドソン
  - 鷹山が終盤で使用。両手放しでショットガンを撃つシーンで上記のマークⅡのトランクを吹っ飛ばし、横転させる。
- 三菱ふそうザ・グレート後期型FV-R（10M20型25112ccV10NAエンジン、三軸（前1軸後2軸、6×4）トラクタ）
  - 物語終盤に、カルト的犯罪組織ブレーメンが用意したソ連製のミサイルを載せたトレーラーを牽引していたトラクタ（トレーラーヘッド）。

### 白パト
- Y31グロリアセダン前期型V20クラシックSV「横浜88さ45-24」港3
- R30スカイラインセダン後期型2000GT-E「横浜88の97-41」港5
- GX61チェイサーセダン後期型2000XG 港6

## あぶない刑事フォーエヴァー

### 港署の覆面車（TVスペシャル、THE movie共通の車両）
- マセラティ・ギブリE-MG（青）「横浜34た10-06」[注 36]
  - 前作主役車両のアルファロメオと同じナンバー。この車には自動車電話が装備されなくなった。サイレン音は旧来の「ファンファンファン」と「ウーウー」の両方が使用された。撮影では、2台使用されオートマチック車とマニュアル車を使い分けていて、3月車検のステッカーと定期点検のステッカーを付けていたのはオートマチック車で4月車検のステッカーが貼っていて定期点検のステッカーが無いのはマニュアル車。

### その他
- フォードマスタングコンバーチブル（赤）「横浜33つ43-78」
  - 「またまた」でも登場したのとは違いモデルチェンジした5代目。松村課長の愛車。
  - THE MOVIEでは鷹山の銃撃でタイヤがパンクする描写がある。
- ハーレー・ダビッドソン「横浜さ17-50」（TVスペシャル）、「横浜ら・571」（THE movie）
  - 鷹山が運転する大型バイク。乗車しながらショットガンを放つ定番シーンもある。THE movieに登場した車両はハンドル位置が高めになっている。

### 港署のパトカー（TVスペシャル・THE movie共通）
- GS130クラウンセダン前期型2000スーパーデラックス
  - TVスペシャルとTHE MOVIEの両方に登場。港1。
- GX81マークIIセダン前期型2000LG
  - TVスペシャルとTHE MOVIEの両方に登場。港2。
- R30スカイラインセダン後期型2000GT-E
  - TVスペシャルとTHE MOVIEの両方に登場。港5。TVスペシャルでは「横浜88ま34-47」、THE MOVIEは「横浜88ま39-86」。
  - THE MOVIEでは鷹山の銃撃でタイヤがパンクする描写がある。
- Y31グロリアセダン後期型V20クラシックSV
  - THE MOVIEのみ登場。港8。
- R31スカイラインセダン前期型1800エクセル
  - THE MOVIEのみ登場。港4。冒頭で横転破壊され、後半では港署裏に放置されているが、撮影順序の関係で破壊後でも一部シーンに登場。

### TVスペシャル98
当時の放映枠（金曜ロードショー）の番組スポンサーの関係で覆面車の多くはマツダ車が多く登場していた。その他は劇用車レンタル会社の車両を使用していた。

#### 港署の覆面車
- マツダセンティアロイヤルクラシック（エクセレントグリーンマイカ）「横浜33た21-47」
  - 大下を尾行するシーンで、吉井が使用。
- マツダカペラワゴン2.0SE（サプリームブルーマイカ）「横浜77さ54-28」
  - 大下を尾行するシーンで、町田と谷村が使用。
- マツダカペラセダン2.0Ti（ハイライトシルバーメタリック）「横浜57せ40-52」
  - 大下を尾行するシーンで田中が使用し、県警の覆面車を奪った大下を追跡するシーンで谷村が使用。
- マツダボンゴバン（白）「横浜45み25-68」
  - 大下が棺桶に入っている銃器を城島からの指令で港署から本牧マリーナまで向うシーンで使用。
- トヨタハイエース（紺）
  - 冒頭の埠頭で他のパトカーと共に登場。 上記のセンティア・カペラセダン・カペラワゴンは度々警察署のシーンにも映っていた。

#### その他
- トヨタセンチュリー（神威エターナルブラック）「横浜33さ・・21」
  - ヨットハーバーのシーンで使用。大下が城島からの指令で銃器取引に来た暴力団員の車を奪うが取引は真っ赤な嘘で、暴力団員は県警の捜査員で奪った車も県警の捜査車両だった。
- トヨタハイエース救急車
  - 横浜市消防局の救急車で登場。
- マツダボンゴフレンディ（シルバーストーンメタリック）
  - アイドル・吹雪明日香やマネージャーが乗車した車。
- Y30セドリック2000バンDX（黒）
  - 冒頭に登場。城島らが棺桶（中身は武器）を積み込む際に使用。ただし大下の銃撃で岸壁に衝突。白から黒に再塗装している。
- サファリグランロード4WD（黒）「横浜11 59-10」
  - 城島が中盤以降乗車していた車。グリルガードとフォグランプ付き。中にはロケットランチャーなどの大型武器が載っていた。鷹山・大下らの銃撃で爆破される。

### THE movie
車輌提供であった三菱車以外は劇用車レンタル会社の車両を使用していた。

#### 港署の覆面車
- CK2Aランサーセダン後期型1500MXサルーン（レガートグレーメタリック）「横浜77さ54-28」
  - 人質立て篭もり事件の現場に向うシーンで吉井が使用。
- EA1Aギャラン前期型1800VRーG（ハミルトンシルバーメタリック）「横浜33さ21-47」
- トヨタスプリンターカリブ（シルバー）
  - 人質立て篭もり事件の現場で後方に停車している。
- GS131クラウン4ドアHT後期型2000スーパーサルーンエクストラ（紺）「横浜57せ40-52」
  - 人質立て篭もり事件の現場で後方に停車している。赤色灯を実際の神奈川県警の覆面車でも見られる二灯装着になっていた。
  - ランサー・ギャラン・クラウン・カリブはたびたび署に停車しているシーンが見られる、また。ランサーとギャランは大下の銃撃でタイヤがパンクする描写が見られる。

#### その他
- ハマー（紺）「横浜11み25-68」
  - 2人組みのテロリストの車。防弾仕様で鷹山の拳銃を発砲してもハマーの右後輪タイヤがパンクしなかった。後半大下が運転する。
- ビュイックリーガルセダン（白）「横浜33た12-64」
  - 冒頭城島が逃走に使用。
- E30BMW325i（シルバー）「横浜33て・745」
  - 城島の逃走用車両。バンドホテル駐車場で自爆。
- トヨタコースター「横浜88も39-86」
  - 城島らテロリスト集団に襲撃される護送車。「TVスペシャル」で押収した銃器の入った棺桶が載っていた。後半では港署裏にカバーをかけて放置されている。
- トヨタクイックデリバリーバン「横浜11な80-46」
  - 港湾給食センター・2号車。実は100億円現金輸送車両。港署から大下が奪い、取引現場に向かった。その後伊達らに持ち去られるものの鷹山の銃撃で横転。
- E24キャラバン（白）
  - 100億円を港署まで運んだ県警の車両。デリバリーバンに載せ替えた。鷹山・大下の銃撃でパンクさせられた。
- ホンダ・ジャズ「中区か18-70」
  - 鷹山の座を狙おうとする町田が使用していた原付バイク。ショットガン発砲シーンは停車状態もしくは積載による撮影だったため車輪（前輪）が回転していない。

## まだまだあぶない刑事
マセラティ以外は劇用車レンタル会社の車両を使用していた。

### 港署の覆面車
- マセラティ・クアトロポルテ スポーツパッケージ（ライトブルー）「横浜300さ40-32」
  - 「まだまだ-」では「-フォーエバー」に引き続きマセラティを使用した。しかし今回は新型クアトロポルテを使用。リターンズ以来9年ぶりの4ドア車となった。オプション扱いのサンルーフを装備していた。赤色回転灯は小糸製作所製の新型タイプを使用。内装はネイビーブルーで、19インチアルミホイールも装備。高萩ロケでカーチェイスの撮影中にタイヤがバーストして撮影が中止になるハプニングがあった。車両提供はコーンズ・アンド・カンパニー・リミテッド。[注 37]
- GX81マークIIセダン2000グランデ（ダークブルー）港301
  - 遊園地入口前で停車し、谷村が無線指示していた。

### 港署の白パトカー
- GS131トヨタ・クラウンセダン後期型2.0スーパーサルーンエクストラ　港5
- SY31セドリック前期型V20クラシック　「横浜800ゆ70-73」
- SY31セドリック後期型V30ブロアム
  - ドアミラー車。マエダオート所有車。
- SY31セドリック後期型2000クラシックSV
- GS151クラウンセダン前期型2.0スーパーサルーンエクストラ
- K30クルー
  - 昇降機なし車。セグレイト所有車。

### その他
- ランドローバーフリーランダー「横浜300さ81-30」
  - 水嶋の愛車。
- レガシィツーリングワゴン（ブルー）
  - 鹿沼の愛車。
- BMW735i（ドルフィンメタリック）
  - 海藤の愛車。後部座席で海藤が射殺され、爆破される。
- Y32グロリア3000ツインカムブロアム
  - 脱走犯・尾藤が運転、鷹山の銃撃でボンネットが吹っ飛び横転。
- ハーレー・ダビッドソン FXSTソフテールスタンダード

## さらば あぶない刑事
『もっともあぶない刑事』以来、実に27年ぶりに車両提供に日産自動車が復活。脚本を執筆した柏原寛司より今作の復活をいち早く聞きつけたトミーテックの社員が「最後なら」と東映に働きかけ、日産に話を持ち掛けた結果実現したものである事を、2015年度東京モーターショー期間中の日産自動車Ustream放送内で語られた。
なお、日産から当初は「出来れば新車のみで」と言われていた為にレパードの復活は予定されていなかったが、各方面への説得により実現したものである。
また、今回の車両提供は過去作と違い大々的にアピールされ（ネットでの反響も過去最高だったと前述の放送で語られた）、日産による登場車両を紹介する動画も東映の協力により制作された。この映画がきっかけでテレビ朝日水曜21時枠刑事ドラマにて、レンタカーと並行して再び広報車を使用する形となった。

### 港署の覆面車

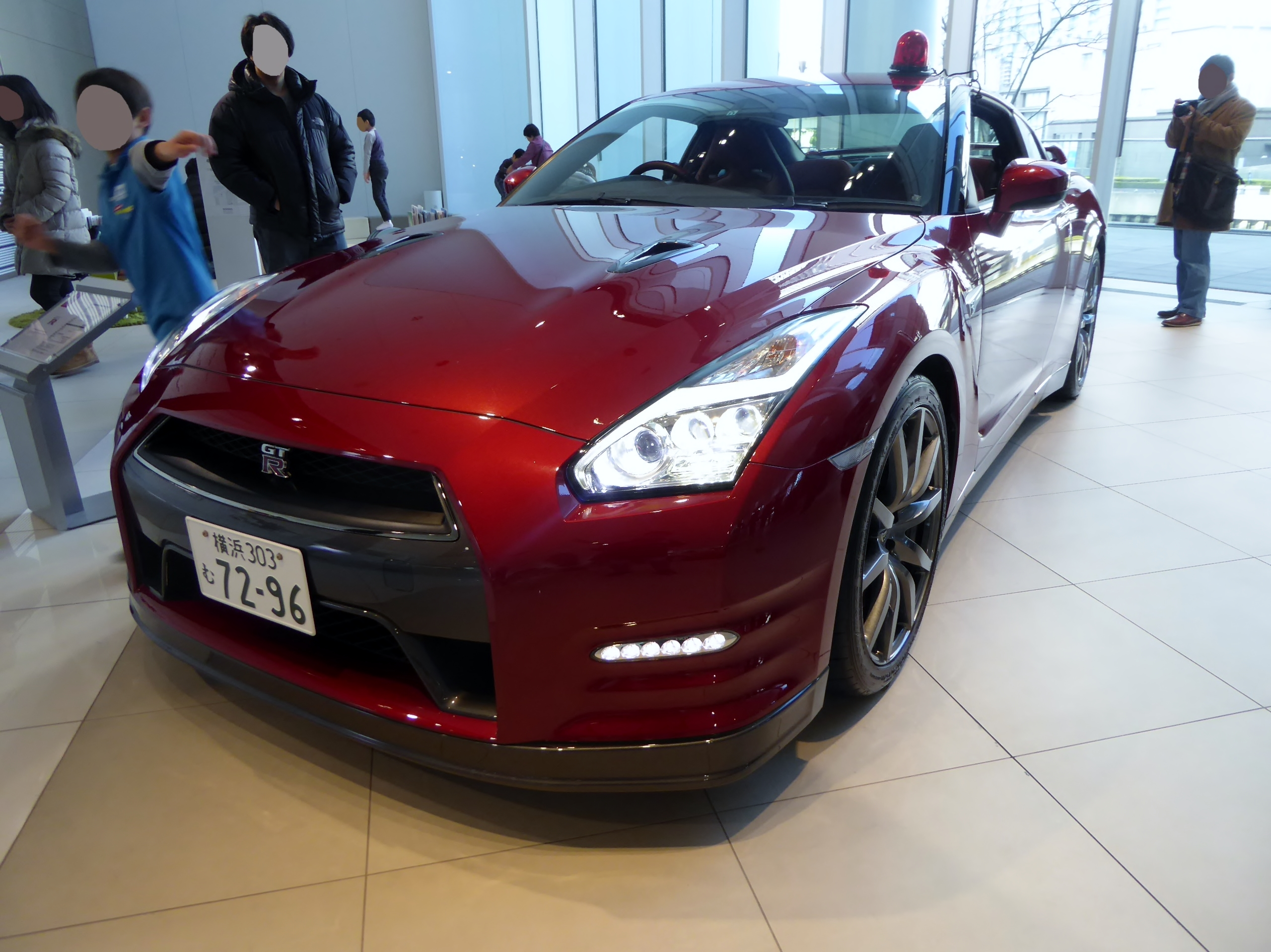
GT-R

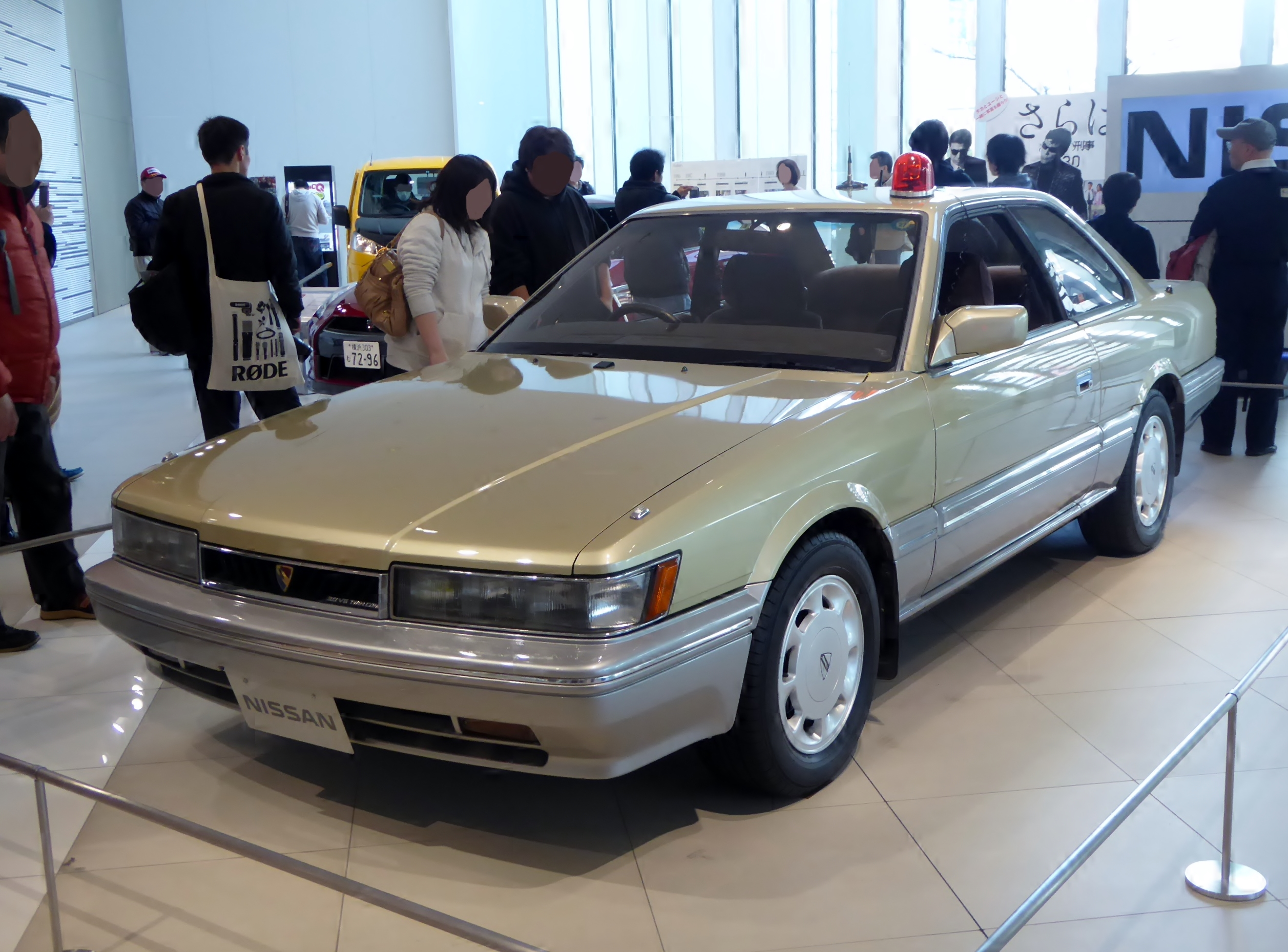
レパード

- R35GT-R中期型プレミアムエディション（ゴールドフレークレッドパール）「横浜303む72-96」
  - 2014年モデル。日産自動車広報車。鷹山、大下が使用。劇中では、港署の覆面車の中では新車の設定。
  - なお劇用車は日産ギャラリー（横浜・日産グローバル本社）にて期間限定で展示され[2]、展示期間中に劇用車と同年式同カラーの車両が試乗できた[注 38]。
- F31レパード前期型XJ-II[注 39]（ゴールドメタリックツートン）「横浜302の45-05」[注 40]
  - 終盤で大下が使用。真山の異動先の県警重要物保管所に保管されていた設定で、町田が大下に提供した。劇中で大下が「レパードまで用意して」と、全シリーズで初めて車名を口にしている（『もっと』以前の場合は主に「港○○」と呼ばれていたため）。
  - 実車は名古屋ナンバーの車両[注 41]で、日産が用意したのではなく東映が用意した車両を使用した。先述のとおり当初は復活予定はなく、日産からは新車のみでと言われていたことから許可を得られなかったが何とか関係者を説得し、今作での復活となった。また、レパードの復活が決まった事により脚本が一部変更されている。
  - なお劇用車に準じた仕様の車両が京急百貨店（京浜急行電鉄上大岡駅）や日産ギャラリーにて期間限定で展示されていた[2]。
- R34スカイラインセダン後期型25GT-X / GT（スパークリングシルバーメタリック）「横浜303の94-19」[注 42]
  - 冒頭で鷹山、大下がブラックマーケットに踏み込むシーンで使用。ガルシアに前輪を撃ち抜かれ、横転する。[注 43]
  - 2.5L 4AT車（純正ホイール）と2L 5MT車（社外ホイール装着、トランクに凹みあり）の2台が用意され、横転シーンには5MT車が使用された。
- V37スカイラインセダン前期型350GTハイブリッド タイプSP（HAGANEブルーメタリック）「横浜303も14-63」
  - 日産自動車広報車。岸本ら捜査課メンバーが使用。テレビ朝日水曜21時枠刑事ドラマにも警察車両として登場。

### 港署の白パト
- K30クルー2000LSサルーン　「横浜800み70-03」
  - 昇降機なし車。富士ロケーションサービス所有車。
- K30クルー2000LSサルーン
  - 港2。昇降機あり車。富士ロケーションサービス所有車。
- J31ティアナ前期型230JK　　「横浜800み70-03」
  - 港1。インペリアル所有。
- J31ティアナ前期型230JM　「横浜800ま22-01」
  - 港2。インペリアル所有。
  - 上記4台は2016年時点でテレビ朝日水曜21時枠刑事ドラマに頻繁に登場している車両。

### その他

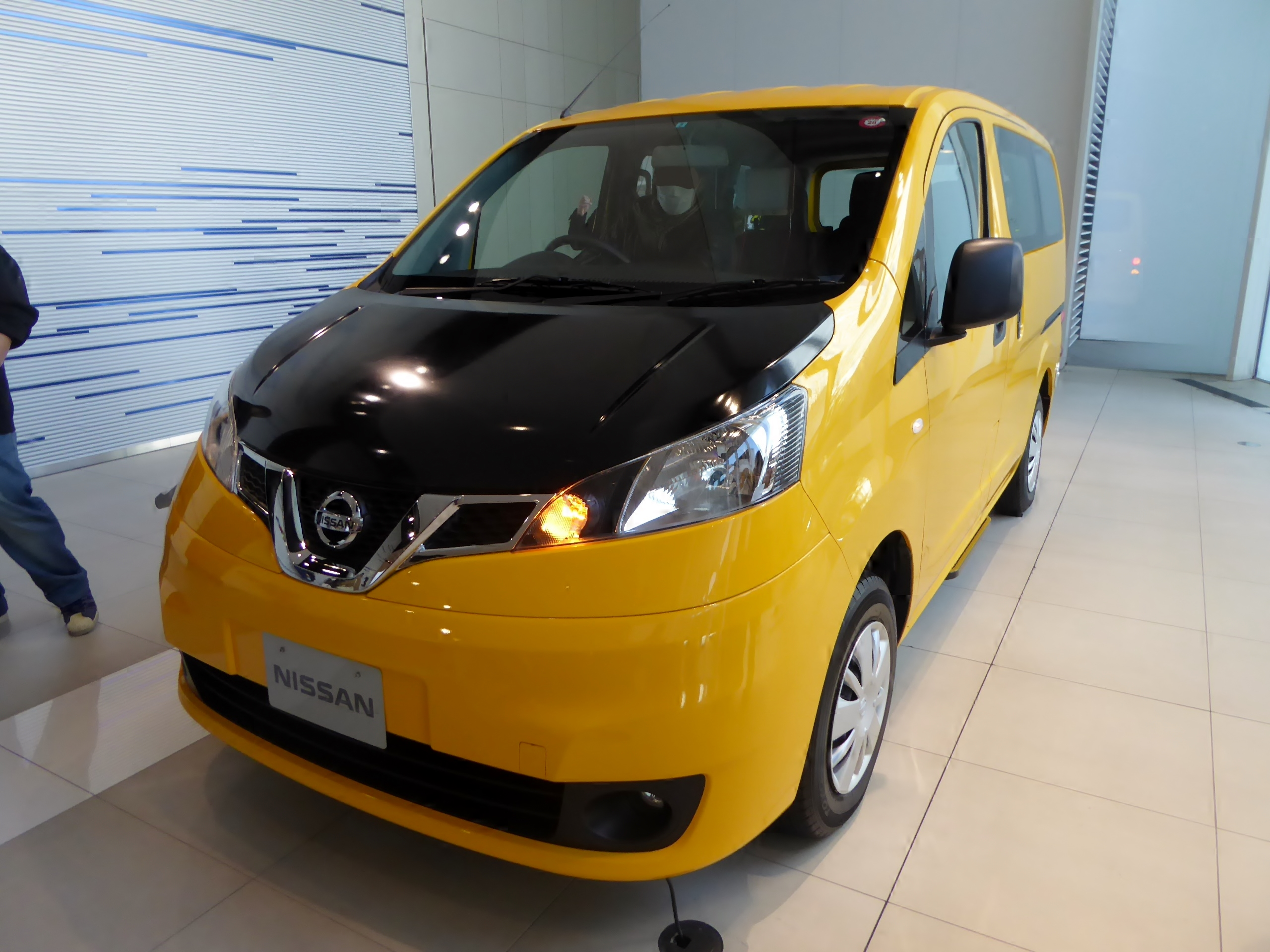
NV200タクシー

- Z34フェアレディZ後期型NISMO（ブリリアントホワイトパール）「横浜303ゆ81-65」
  - 松村の愛車。鷹山と大下が田中の屋台でラーメンを食べてる際に颯爽と登場する。GT-Rや捜査課のスカイライン同様日産の広報車。
- E25キャラバンバン中期型スーパーロングボディ ハイルーフDX（ホワイト）
  - 鑑識車。
- TRH214Wハイエースワゴン前期型グランドキャビン（ダークブルーマイカメタリック）
  - 署の前に駐車。インペリアル所有。
- M20NV200タクシー
  - 署の前で登場しディーノ・カトウが乗るタクシー。
  - なお、劇用車は期間限定で日産ギャラリーにて展示されていた[2]。
- ローバーミニ「多摩501ち26-59」
  - 石黒・川澄が使用[注 44]。
- フィアット・500C「（不明）32-82」
  - 鷹山の回想で登場。
- トヨタ・クラウンロイヤル前期型（GRS210）「品川300ね93-75」
  - 奥西が使用。フロントマスクのエンブレムがブラックアウトされている。
- メルセデス・ベンツ V222Sクラス
  - 周とガルシアが使用。
- ボルボ・V70（初代）「横浜331な55-12」
  - ディーノが使用。大下に狙撃され横転する。
- ホンダ・ライフ「横浜50*74-13」
  - 闘竜会の新しい危険ドラッグの実験台として命を落とした川澄の仲間のうちの一人が運転。回想で繁華街を意識を失った状態で暴走をして横転する。
- F31レパード後期アルティマターボ（ダークブルーツートン） ラストでの殉職者慰霊祭が始まる直前に駐車場に止まっている姿が一瞬映り込んでいる。
- シボレー・アストロ（ブラック）ブラックマーケットでの逃走 - カーチェイスで闘竜会が使用。鷹山と大下のスカイラインとサイドバイサイドでぶつけ合う。
- ハーレー・ダビッドソン ローライダー FXDL「横浜Cの39-93」
  - 鷹山が終盤で使用。もはや代名詞となった両手放しでのショットガン撃ちで、ガルシアとの最終決戦に臨む。
- カワサキ・KLX250「（隠れていたため不明）36-55」
  - ガルシアが使用するオフロードバイク。ヘッドライトやテールライト等、外装にカスタマイズが施されている。

## 帰ってきた あぶない刑事
一般個人所有のレパードを除き、劇用車企業の「インペリアル」と「ワンダーフォーゲル」が管理する車両が使用された。

### T&Y探偵事務所
- BMW330Ci Mスポーツ・カブリオレ（E46）（シルバー）「多摩303む65-93」
  - 主人公車としては初のオープンカーである。プロデューサーの近藤正岳によると、本作でオープンカーを採用したのは「タカ＆ユージの表情をちゃんと撮りたかったから」である。依頼人の永峰彩夏（演：土屋太鳳）を後席に乗せる必要があったため、オープンカーで4シーターの当車種が選択された[3]。
  - 「ワンダーフォーゲル」（本社：山梨県笛吹市）が管理する車両であり、多摩ナンバーである[注 45]。
  - 彩夏を連れて逃げる際に、ガス欠して止まってしまう場面がある。
  - ノベライズ版で語られた所によると、二人が田中に頼んで用意した車両である
- 日産・レパード（UF31型） 前期型アルティマ（ゴールドツートン）「横浜333も54-17」
  - 本作では横浜港署が保有する覆面パトカーであり、町田が上層部から特別な許可を取り付け、大下に1日限定で貸し出した設定になっている。
  - この車両は劇用車企業ではなく、一般の個人が保有するものである[4]。
  - これまでの作品で登場した同型の車両と異なり、オプションのサンルーフが装備されている。

### 依頼人：永峰彩夏のハーレー
- ハーレーダビッドソン・ダイナFXDWG（ワイドグライド）（tc96）（ブラック）
  - 彩夏が母親の「夏子」を探しに長崎から横浜まで移動する際に使用したバイク。後半のアクションパートで、鷹山がこのハーレーに乗車しながら、海堂一味に向けてショットガンを撃つシーンがある。

### 港署の覆面パトカー
- トヨタ・マークX（120系）（シルバーメタリック）
  - グランドチェロキーとのカーチェイスシーンで使用。体当たりを行い、左サイドを破損する。
- トヨタ・クラウン（180系）（ブラック）
  - 町田が使用する車両。カプリアイランドで起きた銃撃戦の現場に白パトを率いて臨場する際に使用。
- トヨタ・マークX（130系）前期型250G（シルバーメタリック）
  - 後半の横浜港倉庫のシーンに登場。赤色灯を付けて他のパトカーと共に停車している。

### 港署のパトカー
- トヨタ・クラウン（180系）
  - 海藤のベンツを追跡するシーンと横浜港の現場で登場。純正アルミホイール装着車。
- トヨタ・クラウン（200系）
  - 町田らがカプリアイランドの銃撃戦現場に向かうシーンと海藤のベンツを追跡するシーンで登場。
- 日産・スカイライン（V36系）
  - 昇降機付き。インペリアルの所有車。
- 日産・キャラバン（E24系）後期型ハイルーフ
  - 事故処理車のような白黒塗装の車両。後半シーンで130系マークXと共に停車している。

### その他
- 日産・ティアナ（J32系）（ブラック）「品川301 し 17-29」
  - 劉飛龍（リウ・フェイロン）が罠として用意した車両で、作品冒頭で爆破される。
- クライスラー・300C（初代）（ブラック）
  - 劉飛龍が使用する車両。リアウインドウに劉が経営する「LOTUS」グループのロゴが貼られている。
- トヨタ・ハイエース（200系）スーパーGL（ダークブルー）
  - 劉飛龍の手下が使う車両。
- ジープ・グランドチェロキー（WH）（ブラック）
  - 海堂一味の車両。パトカーから逃げる海堂の車の間に割り込み、追跡を妨害するために覆面パトカーに体当たりするも反撃され、障害物に乗り上げて横転する。
- メルセデス・ベンツ Sクラス（W221）（ホワイト）
  - 海堂が使用する車両。
- ダッジ・ラムバン コンバージョンバン（1996 - 1997年式）（ディープブルー）
  - 海堂の傭兵が使用する車両で、大量のプラスチック爆弾を積んでいる。終盤、狂気と化した海堂と鷹山のハーレーからの射撃の末にタイヤとボンネットを撃ち抜かれ、海へ飛び込み爆発する。その際に海堂は爆死する。

### 注記
1. ↑  後年、本作と同じく日本テレビ系で放送された『ボイス 110緊急指令室』第1シリーズ（2019年）と『ネメシス』（2021年）に登場する覆面パトカーにもこのナンバーが使われている（前者は放送当時現行車だったT32エクストレイルで「横浜303お54-17」、後者はS13シルビアで「横浜503お54-17」）。また、両作品とも該当車両が日産車、物語の舞台が横浜という点も本作と共通である他、『ボイス』第1シリーズ放送当時は日産が枠スポンサーであった。
2. ↑  劇中では、近藤課長が巡査から報告を受ける場面で苦情があったことがうかがえる。
3. ↑  この時は、銀星会に狙われていたフィリピン人女性・マリアに脅されたうえでの運転だった。
4. 1 2  謹慎で署内待機となった大下に代わっての使用。
5. ↑  ただし本作以前、柴田も出演していた同じセントラル・アーツ製作の『プロハンター』（1981年放送）にて、柴田演じる五島が乗るオープンカーに自動車電話が装備されており、劇中で通話している場面がある。
6. ↑  実例として、第1話冒頭ではフロントバンパーの左端が外れかけていたほか、第15話前後では左後輪ホイールのセンターキャップの外れやフロントバンパーの擦り傷、第21話ではボンネットの歪み、第27話では左後輪前部のボディーに小さな凹みが確認できる。また第50話では、助手席のドアが半ドア状態になっていた。
7. ↑  放送当時は旧社名の「佐々木電機製作所」。第7話にて大下がパトライトを取り出す場面のアップで社名が確認できる。
8. ↑  続編の『もっと』で使われた後期型では港302のナンバー「45-05」を希望する例もある。
9. ↑  真山とアジトへ向かう前、少年との逃走とパトライト狙撃の場面は前期型。アジト到着後とTLアンテナ狙撃、遊園地に逃げ込んだ場面は後期型。
10. ↑  海外仕様（GS1100E等）ではリフレクターが装着されている場所。GS750Eでは装飾用のプレートが装着されている。
11. ↑  『あぶデカ30周年記念 あぶない刑事ヒストリーBOOK』（講談社刊）では「第38話で初の2人乗り」と表記されているが誤りで、実際はこの第8話が最初である。なお、シリーズ全作中で鷹山・大下がバイクの2人乗りを行ったのは同話と第38話（後述）、『もっとも』の計3回。
12. ↑  『BLACK』では第16話にて京本政樹が演じた滝竜介の愛車として登場。停車時に滝が乗り込む場面では本作と同じく横浜ナンバーであったが、のちの走行場面から品川ナンバーに変わっている。
13. ↑  本作の第38話と第48話、『仮面ライダーBLACK』第16話で、リアバンパーにステッカーが貼ってあるのが確認できる。
14. ↑  ただし、レパードに追われて逃走する最中、コーナーを曲がるところで一時的に当該部分が点灯する場面が見られた。
15. ↑  第42話はクラウンバン、第48話はレパード。
16. ↑  実際は偽装誘拐であった。
17. ↑  この時、鷹山が遠方のビル屋上から長尾の狙撃を試みるが、大下に阻止され断念する。
18. ↑  当時の輸入元、チェッカーモータースが実名で登場する。
19. ↑  親衛隊と大下・町田の乱闘場面で、露出したエンジンルームが映り込んでいるのが確認できる。
20. ↑  2004年、愛媛日産に統合。
21. ↑  本作終了後は水曜20時枠にスポンサードを移行して『あきれた刑事』にも協力しており、同作でも松山ロケが敢行された（のちに『もっと』開始に伴い、スポンサードを金曜20時枠に移動）。劇場版でも1作目から『もっとも』まで協力しており、劇中で傘下の給油所が映る場面がある。
22. ↑   初代レパードの兄弟車。ヘッドライトが初代レパードは異形2灯なのに対して角形4灯である。
23. ↑  実際には愛媛県警松山東警察署から本物のパトカーを借りて撮影した。
24. ↑  佐世保市のタクシー会社。
25. ↑  現在は宮城日産に吸収合併され消滅。
26. ↑  先代のF30後期型最上級グレード（V6・3000cc）に搭載されたのが最初であり、F31へのモデルチェンジ後も最上級グレードのアルティマに引き継がれた。同後期型ではダッシュボード上にセンサーを移設。
27. ↑  1972年に仙台で創業の地元タクシー会社（東京都をはじめ各地に存在する同名の会社とは無関係）。2003年にグリーンキャブに買収され、現在は同社の仙台支社として営業中（日交タクシーの名は継続）。
28. ↑  助手席ドアに安全窓がないのと、寝台窓（大型化されていない長方形状、中期以降は形状が異なる）及び他作品登場時の交換前のグリル（センター部分にMマークがない）から。
29. ↑  『太陽にほえろ!』登場時と同じナンバー及びダンプゼッケンである。
30. ↑  これらの装飾は第493話「スコッチよ静かに眠れ」登場時に施されており、それ以前は本来のグリルが装着されていた。
31. ↑  鷹山がバイクで追跡時 - 乗り込む時にははしごの下に足場が設置されていたが、ダンプアップ時には外されている。
32. ↑  前期型のVG30DEは136kW（185PS）、後期型のVG30DETは188kW（255PS）。
33. ↑  本来は東京都内が営業エリア。
34. ↑  第3話では、ナンバーが大下の姿に隠れており一部しか映らないが、数字から第8話と同じナンバーであることがうかがえる。
35. ↑  聞き込みの場面では静岡中央タクシーの営業所でロケを敢行。
36. 1 2  元々は同じセントラル・アーツ制作の『俺たちルーキーコップ』（1992年・TBS系）にて、主演の仲村が乗車していたユーノスコスモに使われていたナンバーであった。
37. ↑   なお、舘も出演したテレビドラマ版『PS -羅生門-』で劇用車として使用されていた日産・フーガ350XVのナンバーの区分かな文字と下4ケタが同じ番号であった（品川300さ40-32）。
38. ↑  試乗車両はこの展示イベントのために用意されたものではなく、以前からグローバル本社での試乗用としてレンタカー登録されている車両である。試乗に際しては通常試乗車として使われる他のGT-R同様、35歳以上且つ免許取得1年以上の年齢制限（展示期間当時）が設けられていた。
39. ↑  劇中でもトランクエンブレムやシートの形状と生地（トリコット）で確認できる。
40. ↑  劇用ナンバープレートの区分かな文字と下4ケタはかつてのF31レパード（港302）と同じ。
41. ↑  一部媒体に「名古屋506す79-94」ナンバーのレパードの写真が掲載されている。
42. ↑  劇用ナンバープレートは、かつて使用されていたR31スカイライン（港305）の区分かな文字と下4ケタを踏襲している。
43. ↑  この横転シーンは、『またまた』序盤のものを意識したとされている。
44. ↑  なお、小説版では1970年式フォード・マスタングコブラジェットとなっており、これが石黒の営む店の名称の理由であることが言及されている。
45. ↑  近年は警察の規制が厳しくなり、かつてのように劇用の模造ナンバーを装着した状態で公道を走行することが事実上不可能になっている（模造ナンバーでの公道走行に撮影許可が降りなくなっている）。そのため、劇用車の本来のナンバーである「多摩ナンバー」を装着している。